# Werkverzeichnis von Frans Hals
Im Werkverzeichnis von Frans Hals ist das bekannte Gesamtwerk des niederländischen Malers Frans Hals gelistet. Seit seiner kunstgeschichtlichen Wiederentdeckung im 19. Jahrhundert haben verschiedene Autoren versucht, das Gesamtwerk des Malers zu erfassen. Da es weder eigenhändige Auflistungen des Künstlers noch die eines Zeitgenossen gibt, bleibt der genaue Umfang seines ursprünglichen Gesamtwerkes unbekannt. Die Zuschreibung der erhaltenen Werke zu Frans Hals ist teilweise schwierig, da der Maler eine Werkstatt betrieb, in der seine Söhne und verschiedene andere Künstler arbeiteten. Einige Bilder von Frans Hals entstanden durch die Zusammenarbeit mit anderen Malern, deren Zuordnung jedoch teilweise schwierig ist. Zudem gibt es einige Werke im Stil von Frans Hals, die Malern aus seinem Umkreis oder von verschiedenen Nachahmer stammen. Die nachfolgenden Werklisten zu Frans Hals gehen auf die verschiedenen Veröffentlichungen des Kunsthistorikers Claus Grimm zurück und werden ergänzt durch ältere Erkenntnisse des Frans-Hals-Experten Seymour Slive.

## Von der Wiederentdeckung zum Gesamtwerk
Frans Hals schuf neben Genreszenen und einigen Abbildungen von Personengruppen vor allem Einzelporträts. Diese Bildnisse befanden sich meist über Generationen in Familienbesitz der Porträtierten. Sie dienten zunächst eher als Erinnerungsstücke und Wanddekorationen und wurden weniger als Kunstwerke betrachtet. Gelegentlich passten spätere Besitzer einzelne Bilder ihren Bedürfnissen an und beschnitten die Formate. Dabei wurden teilweise vormals rechteckigen Porträts zu ovalen Bildnissen umgearbeitet. Da nachfolgende Besitzergenerationen zu den dargestellten Personen keinen direkten Bezug mehr hatten und die Gemälde nicht mehr dem jeweiligen Geschmack der Epoche entsprachen, gelangten einige Werke an Speicherorte wie Dachböden oder Keller, wo sie möglicherweise durch unsachgemäße Lagerung beschädigt oder zerstört wurden. Auch ist ein Verlust durch Transportunfälle oder Stadtbrände denkbar, so dass der ursprüngliche Umfang des Gesamtwerkes nicht zu ermitteln ist.
Das Werk von Frans Hals erhielt außerhalb der Niederlande zunächst wenig Beachtung, obschon er im 1718–1721 erschienenen Künstlerverzeichnis De groote schouburgh der Nederlantsche konstschilders en schilderessen von Arnold Houbraken vermerkt ist und einige seiner Bilder in den Verzeichnissen bedeutender europäischer Sammlungen registriert wurden. Zu Beginn des 19. Jahrhunderts war Hals weitestgehend in Vergessenheit geraten und seine Werke wurden teilweise anderen Künstlern zugeschrieben. Die Veröffentlichungen des Autors Théophile Thoré trugen Mitte des 19. Jahrhunderts zur Wiederentdeckung des Werkes von Hals bei. 1871 veröffentlichte Wilhelm Bode die Schrift Frans Hals und seine Schule, die weitere Aufmerksamkeit auf den niederländischen Maler legte. Zudem gab Bode 1914 zusammen mit Moritz Julius Binder ein Werkverzeichnis heraus. Er konnte dabei auf ein zuvor erschienenes Verzeichnis von Cornelis Hofstede de Groot zurückgreifen. Zur Popularisierung des Malers trug zudem das 1862 in Haarlem gegründete Frans Hals Museum bei. Die gestiegene Wertschätzung bei Sammlern und Museen führte dazu, dass die Gemälde von Frans Hals auf dem Kunstmarkt immer höhere Preise erzielten. Entsprechend stieg die Zahl der Hals zugeschriebenen Werke. So umfasste die 1923 veröffentlichte Werkmonographie Frans Hals: des Meisters Gemälde von Wilhelm Reinhold Valentiner rund 300 abgebildete Werke. Seymour Slive hat in seinem 1970–1974 herausgegebenen Verzeichnis 222 Hals-Werke gelistet. Claus Grimm ging 1980 noch von 209 Werken aus der Hand von Frans Hals aus, reduzierte den Bestand in seinem Werkverzeichnis von 1989 auf 145 Gemälde. Weitere Arbeiten schrieb er der Hals-Werkstatt und anderen Künstlern zu. Diese Zu- und Abschreiben erfolgten vor allem nach stilistischen Beurteilungen. Ein von Grimm überarbeiteter Online-Katalog erschien im Sommer 2024 beim RKD – Nederlands Instituut voor Kunstgeschiedenis, der neben den eigenhändigen Werken von Frans Hals auch die Zusammenarbeit mit Künstlern in seiner Werkstatt aufzeigt.

## Werkverzeichnis nach Claus Grimm 2024
Die nachfolgenden Listen enthalten alle erhaltenen Kunstwerke, die Frans Hals selbst geschaffen hat, solche die er gemeinsam mit anderen Malern schuf, Werke an denen er zusammen mit Malern seiner Werkstatt arbeitete und Werke, die unter seiner Aufsicht in seiner Werkstatt entstanden sind. Die nachfolgenden Listen gehen vor allem auf den überarbeiteten Werkkatalog des Kunsthistorikers Claus Grimm von 2024 zurück. Ergänzend sind die Zuordnungen von Seymour Slive von 1974 und die Katalogeinträge von Grimm aus dem Jahr 1989 angegeben. Den aktuellen Katalognummern nach Grimm ist jeweils ein RKD vorangestellt (für RKD – Nederlands Instituut voor Kunstgeschiedenis). Ergänzend finden sich die Katalognummern aus Grimms Katalog von 1989 mit der Kennzeichnung G. Als Konkordanz ist zudem der Eintrag im Verzeichnis von Slive aus dem Jahr 1974 angegeben und der dortigen Nummerierung jeweils ein S vorangestellt. In den Listen sind weitestgehend die deutschsprachigen Titel aus dem Verzeichnis von Grimm von 1989, ergänzend aus seinem Verzeichnis von 1980 oder dem deutschsprachigen Katalog der Hals-Ausstellung von 1989 angegeben. Die niederländischen und englischsprachigen Bildtitel entstammen der RKD-Online-Datenbank. Davon abweichend gibt es in der Literatur und den Veröffentlichungen der Museen weitere Bezeichnungen. Die zeitlichen Angaben unter Entstehung gehen teilweise auf die Datierung auf den Werken zurück, bei anderen Bildern erfolgte die Zuordnung durch stilistische Einordnung durch Grimm. Bei den Maßen sind ebenfalls die Werte der RKD-Online-Datenbank angegeben. Hier gibt es in der Literatur unterschiedliche Angaben, die möglicherweise auf Umrechnungsdifferenzen vom angloamerikanischen Maßen ins Metrische System zurückzuführen sind. Bei Sammlung ist jeweils der aktuelle Stand angegeben. Die Inventarnummer ist entweder dem Onlineverzeichnis der jeweiligen Sammlung entnommen, durch Literatur belegt oder dem RKD-Verzeichnis entnommen.

### Verzeichnis der eigenständigen Werke von Frans Hals
Die nachfolgende Liste enthält die Gemälde, die nach dem aktuellen Werkverzeichnis von Claus Grimm von 2024 als eigenständige Werke von Frans Hals gelten. Andere Kunsthistoriker weichen in ihren Beurteilungen teilweise von diesen Einordnungen ab. Auch bei diesen als eigenständig bezeichneten Werken können Vorarbeiten oder Teilbereiche der Gemälde von Mitarbeitern seiner Werkstatt ausgeführt worden sein.
| Grimm 2024 Anmerkung                             | Grimm 1989 | Slive | Titel | Entstehung   | Material, Format in cm                  | Sammlung, Ort, Inventarnummer                                                                  | Bild |
| ------------------------------------------------ | ---------- | ----- | --- | ------------ | --------------------------------------- | ---------------------------------------------------------------------------------------------- | ---- |
| RKD–A1.1                                         | G–1        | S–1   | de: Bildnis des Jacobus Zaffius en: Portrait of Jacobus Hendricksz. Zaffius nl: Portret van Jacobus Hendricksz. Zaffius (1534-1618)                                                   | 1611         | Öl auf Holz, 54,5 × 41,2 cm             | Frans Hals Museum, Haarlem, Inv.-Nr. OS I-511                                                  |      |
| RKD–A1.2                                         | G–2        | S–4   | de: Bildnis eines jungen Mannes mit einem Medaillon in der rechten Hand en: Portrait of a man holding a portrait miniature nl: Portret van een man met een portretminiatuur           | um 1614      | Öl auf Leinwand, 73,7 × 55,2 cm         | Brooklyn Museum, New York, Inv.-Nr. 32.821                                                     |      |
| RKD–A1.3                                         | G–3        | S–6   | de: Bildnis des Pieter Cornelisz. van der Morsch, genannt „Piero“ en: Portrait of Pieter Cornelisz. van der Morsch nl: Portret van Pieter Cornelisz. van der Morsch (1543-1629)       | 1616         | Öl auf Leinwand, 87,5 × 69,2 cm         | Carnegie Museum of Art, Pittsburgh, Inv.-Nr. 61.42.2                                           |      |
| RKD–A1.4 Gegenstück zu RKD–A1.5                  | G–6        | S–2   | de: Bildnis eines Mannes mit einem Totenkopf in der linken Hand en: Portrait of a man holding a skull nl: Portret van een man met een schedel                                         | um 1616      | Öl auf Holz, 94 × 72,5 cm               | Barber Institute of Fine Arts, Birmingham, Inv.-Nr. 38.6                                       |      |
| RKD–A1.5 Gegenstück zu RKD–A1.4                  | G–7        | S–3   | de: Bildnis einer stehenden Dame en: Portrait of a woman nl: Portret van een vrouw | um 1616      | Öl auf Holz, 94,2 × 71,1 cm             | The Devonshire Collections, Chatsworth House, Derbyshire, Inv.-Nr. 267                         |      |
| RKD–A1.6 Siehe RKD–A2.0                          |            |       | |              |                                         |                                                                                                |      |
| RKD–A1.7 Siehe RKD–A4.1.1A                       |            |       | |              |                                         |                                                                                                |      |
| RKD–A1.8                                         | G–9        | S–9   | de: Bildnis eines Herrn mit hohem Hut in der Hand nl: Portrait of a man holding a tall hat nl: Portret van een man met een hoge hoed                                                  | 1619         | Öl auf Leinwand, 93 × 77 cm             | Musée des Beaux-Arts, Dijon, Inv.-Nr. 1366                                                     |      |
| RKD–A1.9                                         | G–8        | S–D66 | de: Bildnis einer stehenden Dame en: Portrait of a young woman nl: Portrait van een jonge vrouw                                                                                       | um 1619      | Öl auf Leinwand, 112,4 × 91 cm          | Privatsammlung                                                                                 |      |
| RKD–A1.10 Gegenstück zu RKD–A1.10                | G–14       | S–10  | de: Bildnis eines stehenden Herrn en: Portrait of a man nl: Portret van een man | um 1619      | Öl auf Leinwand auf Holz, 102,5 × 79 cm | Gemäldegalerie Alte Meister, Kassel, Inv.-Nr. GK 213                                           |      |
| RKD–A1.11 Gegenstück zu RKD–A1.10                | G–15       | S–11  | de: Bildnis einer stehenden Dame en: Portrait of a woman nl: Portret van een vrouw | um 1619      | Öl auf Leinwand auf Holz, 103 × 82,5 cm | Gemäldegalerie Alte Meister, Kassel, Inv.-Nr. GK 214                                           |      |
| RKD–A1.12                                        | G–5        | S–14  | de: Die Amme mit dem Kind en: Portrait of Catharina Hooft with her wet nurse nl: Portret van Catharina Hooft (1618-1691) met haar min                                                 | 1620         | Öl auf Leinwand, 86 × 65 cm             | Gemäldegalerie, Berlin, Inv.-Nr. 801 G                                                         |      |
| RKD–A1.13                                        | G–16       | S–18  | de: Bildnis des Isaac Abrahamsz. en: Portrait of Isaac Abrahamsz. Massa nl: Portret van Isaac Abrahamsz. Massa (1586-1643)                                                            | 1622         | Öl auf Leinwand auf Holz, 107 × 85,5 cm | The Devonshire Collections, Chatsworth House, Derbyshire, Inv.-Nr. 266                         |      |
| RKD-A1.14                                        | ohne       | S-22  | de: Das fröhliche Wirtsmädchen en: Young woman holding a glass and a flagon nl: Jonge vrouw met een glas en een kan in haar handen                                                    | um 1623      | Öl auf Leinwand, 77,3 × 63,5 cm         | Privatsammlung                                                                                 |      |
| RKD–A1.15                                        | G–24       | S–19  | de: Der Lautenspieler en: Lute player nl: Luitspeler | um 1624      | Öl auf Leinwand, 70 × 62 cm             | Louvre, Paris, Inv.-Nr. R.F. 1984-32                                                           |      |
| RKD–A1.16                                        | G–18       | S–30  | de: Bildnis eines Offiziers („Der lachende Kavalier“) en: The laughing cavalier nl: Portret van een man met een geborduurd kostuum                                                    | 1624         | Öl auf Leinwand, 83 × 67,3 cm           | Wallace Collection, London, Inv.-Nr. P84                                                       |      |
| RKD–A1.17 Gegenstück zu RKD–A1.18                | G–21       | S–32  | de: Bildnis des Jacob Pietersz. Olycan en: Portrait of Jacob Pietersz. Olycan nl: Portret van Jacob Pietersz. Olycan (1596-....)                                                      | 1625         | Öl auf Leinwand, 124,8 × 97,5 cm        | Mauritshuis, Den Haag, Inv.-Nr. 459                                                            |      |
| RKD–A1.18 Gegenstück zu RKD–A1.17                | G–22       | S–33  | de: Bildnis der Aletta Hanemans, Gattin des Jacob Olycan en: Portrait of Aletta Hanemans nl: Portret van Aletta Hanemans (1606-1653)                                                  | 1625         | Öl auf Leinwand, 123,8 × 98,3 cm        | Mauritshuis, Den Haag, Inv.-Nr. 460                                                            |      |
| RKD–A1.19 Siehe RKD–A3.9                         |            |       | |              |                                         |                                                                                                |      |
| RKD–A1.20                                        | G–25       | ohne  | de: Bildnis eines bärtigen Herrn en: Portrait of a man nl: Portret van een man | um 1625–1626 | Öl auf Leinwand, 68,5 × 56,5 cm         | Privatsammlung                                                                                 |      |
| RKD–A1.21 Siehe RKD–A3.8                         |            |       | |              |                                         |                                                                                                |      |
| RKD–A1.22 Gegenstück zu RKD–A1.23                | G–29       | S–85  | de: Bildnis des Michiel de Wael en: Portrait of Michiel de Wael nl: Portret van Michiel de Wael (1596-1659)                                                                           | um 1625–1626 | Öl auf Leinwand, 118,8 × 95,3 cm        | Taft Museum of Art, Cincinnati, Inv.-Nr. 1931.450                                              |      |
| RKD–A1.23 Gegenstück zu RKD–A1.22                | G–50       | S–120 | de: Stehende Dame en: Portrait of Cunera van Baersdorp nl: Portret van een vrouw, waarschijnlijk Cunera van Baersdorp (1600-1640)                                                     | um 1625–1626 | Öl auf Leinwand, 116,7 × 91,5 cm        | Privatsammlung                                                                                 |      |
| RKD–A1.24                                        | G–38       | S–23  | de: Zwei singende Knaben en: Two boys singing nl: Twee zingende jongens | um 1624–1625 | Öl auf Leinwand, 66,8 × 52,1 cm         | Gemäldegalerie Alte Meister, Kassel, Inv.-Nr. GK 215                                           |      |
| RKD–A1.25                                        | G–37       | S–25  | de: Knabe mit Flöte en: Singing boy with a flute nl: Zingende Jongen met fluit | um 1626–1627 | Öl auf Leinwand, 62 × 55,2 cm           | Gemäldegalerie, Berlin, Inv.-Nr. 801A                                                          |      |
| RKD–A1.26                                        | G–33       | S–26  | de: Lautenspieler mit Weinglas in der Hand en: The merry lute player nl: Luitspeler met een wijnglas                                                                                  | um 1626      | Öl auf Holz, 100 × 90 cm                | Guildhall Art Gallery, London, Inv.-Nr. 3725                                                   |      |
| RKD–A1.27 Gegenstück zu RKD–A1.28                | G–31       | S–38  | de: Bildnis des Michael Jansz. van Middelhoven en: Portrait of Michiel van Middelhoven nl: Portret van Michiel Jansz. van Middelhoven (1562-1638)                                     | 1626         | Öl auf Leinwand, 87 × 70 cm             | verschollen, vormals Sammlung Adolphe Schloss                                                  |      |
| RKD–A1.28 Gegenstück zu RKD–A1.27                | G–32       | S–39  | de: Bildnis der Sara Andriesdr. Hessix, Gattin des Michiel Jansz. van Middlehoven en: Portrait of Sara Andriesdr. Hessix nl: Portret van Sara Andriesdr. Hessix                       | 1626         | Öl auf Leinwand, 87 × 70 cm             | Museu Calouste Gulbenkian, Lissabon, Inv.-Nr. 214                                              |      |
| RKD–A1.29                                        | G–34       | S–61  | de: Junger Mann mit einem Totenkopf, sogenannter „Hamlet“ en: Young man holding a skull (Vanitas) nl: Jongen met een schedel                                                          | um 1626      | Öl auf Leinwand, 92,2 × 80,8 cm         | National Gallery, London, Inv.-Nr. NG6458                                                      |      |
| RKD–A1.30                                        | G–36       | S–46  | de: Bankett der Offiziere der St. Georgsschützengilde in Haarlem en: Banquet of the Officers of the St George civic guard nl: Feestmaal van de officieren van de Sint-Jorisschutterij | 1627         | Öl auf Leinwand, 179 × 257,5 cm         | Frans Hals Museum, Haarlem, Inv.-Nr. OS I-110                                                  |      |
| RKD–A1.31                                        | G–35       | S–52  | de: Bildnis einer sitzenden Dame en: Portrait of a woman nl: Portret van een vrouw | 1627         | Öl auf Leinwand, 86,5 × 70,7 cm         | Art Institute of Chicago, Chicago, Inv.-Nr. 1954.287                                           |      |
| RKD–A1.32 Siehe RKD–A2.8A                        |            |       | |              |                                         |                                                                                                |      |
| RKD–A1.33                                        | G–40       | S–60  | de: Zwei lachende Knaben en: Two laughing boys nl: Twee lachende jongens | um 1627      | Öl auf Leinwand, 69,5 × 58 cm           | Hofje van Mevrouw van Aerden, Leerdam                                                          |      |
| RKD–A1.34                                        | G–39       | S–57  | de: „Verdonck“ en: Verdonck nl: Verdonck | 1627         | Öl auf Holz, 46,7 × 35,5 cm             | Scottish National Gallery, Edinburgh, Inv.-Nr. NG 1200                                         |      |
| RKD–A1.35 Gegenstück zu RKD–A1.36                | G–46       | S–58  | de: Weintrinkender Knabe Knabe mit Weinglas (Der Geschmack) en: Laughing boy with a wine glass nl: Lachende jongen met een wijnglas                                                   | um 1627      | Öl auf Holz, 38,2 cm Ø                  | Staatliches Museum Schwerin, Schwerin, Inv.-Nr. G 2476                                         |      |
| RKD–A1.36 Gegenstück zu RKD–A1.35                | G–47       | S–59  | de: Lachender Knabe Knabe mit Flöte (Das Gehör) en: Laughing boy with a flute nl: Lachende jongen met een fluit                                                                       | um 1627      | Öl auf Holz, 38 cm Ø                    | Staatliches Museum Schwerin, Schwerin, Inv.-Nr. G 2475                                         |      |
| RKD–A1.37                                        | G–41       | S–43  | de: St. Lukas en: St Luke the Evangelist nl: De evangelist Lucas | um 1627      | Öl auf Leinwand, 70 × 55 cm             | Museum für westliche und orientalische Kunst Odessa, Odessa, Inv.-Nr. 181                      |      |
| RKD–A1.38                                        | G–42       | S–44  | de: St. Matthäus en: St Matthew the Evangelist nl: De evangelist Matteus | 1627/1628    | Öl auf Leinwand, 70 × 55 cm             | Museum für westliche und orientalische Kunst Odessa, Odessa, Inv.-Nr. 180                      |      |
| RKD–A1.39                                        | G–43       | ohne  | de: St. Markus en: St Mark the Evangelist nl: De evangelist Marcus | um 1627      | Öl auf Leinwand, 68,5 × 52,5 cm         | Puschkin-Museum, Moskau, Inv.-Nr. Ж-4783                                                       |      |
| RKD–A1.40                                        | ohne       | ohne  | de: Der evangelist Johannes, schreibend en: St John the Evangelist nl: Johannes de Evangelist schrijvend                                                                              | um 1627      | Öl auf Leinwand, 70,5 × 55,2 cm         | J. Paul Getty Museum, Los Angeles, Inv.-Nr. 97.PA.48                                           |      |
| RKD–A1.41                                        | G–44       | S–67  | de: Bildnis eines stehenden Herrn („Der Bürgermeister“) en: Portrait of an elderly man nl: Portret van een oudere man                                                                 | um 1627–1628 | Öl auf Leinwand, 115,6 × 91,4 cm        | Frick Collection, New York, Inv.-Nr. 1910.1.69                                                 |      |
| RKD–A1.42 Gegenstück zu RKD–A1.72A               | G–45       | S–104 | de: Bildnis des Lucas de Clercq en: Portrait of Lucas de Clercq nl: Portret van Lucas de Clercq (....-1652)                                                                           | um 1627–1628 | Öl auf Leinwand, 121,6 × 91,5 cm        | Rijksmuseum, Amsterdam Leihgabe der Stadt Amsterdam, Inv.-Nr. SK-C-556                         |      |
| RKD–A1.43                                        | G–28       | S–62  | de: Lachende Dirne („Die Zigeunerin“) en: Young woman nl: Jonge vrouw | um 1628      | Öl auf Holz, 58 × 52 cm                 | Louvre, Paris, Inv.-Nr. MI 926                                                                 |      |
| RKD–A1.44                                        | G–48       | S–66  | de: Junger Mann mit großem Hut en: Portrait of a young man wearing a wide-brimmed hat nl: Portret van een jonge man met een breedgerande hoed                                         | um 1629      | Öl auf Holz, 29,3 × 23,2 cm             | National Gallery of Art, Washington, D.C., Inv.-Nr. 1940.1.12                                  |      |
| RKD–A1.45                                        | G–49       | S–69  | de: Brustbild eines Herrn en: Portrait of a man nl: Portret van een man | um 1629–1630 | Öl auf Holz, 68 × 58 cm                 | Museo Nacional de San Carlos, Mexiko-Stadt, Inv.-Nr. 10425                                     |      |
| RKD–A1.46 Siehe RKD–A3.15                        |            |       | |              |                                         |                                                                                                |      |
| RKD–A1.47 Siehe RKD–A3.16                        |            |       | |              |                                         |                                                                                                |      |
| RKD-A1.48                                        | G–99       | S–130 | de: Bildnis eines stehenden Herrn en: Portrait of a man with a black hat and gloves in hand nl: Portret van een man met een zwarte hoed in de hand                                    | 1630         | Öl auf Leinwand, 115 × 89,5 cm          | Privatsammlung                                                                                 |      |
| RKD–A1.49                                        | G–51       | S–63  | de: Der fröhliche Trinker en: The merry drinker nl: De vrolijke drinker | um 1630      | Öl auf Leinwand, 81 × 66,5 cm           | Rijksmuseum, Amsterdam, Inv.-Nr. SK-A 135                                                      |      |
| RKD–A1.50                                        | G–59       | S–64  | de: Peeckelhaering en: Peeckelhaering nl: Peeckelhaeringh | um 1630–1631 | Öl auf Leinwand, 75 × 61,5 cm           | Gemäldegalerie Alte Meister, Kassel, Inv.-Nr. GK 216                                           |      |
| RKD–A1.51                                        | G–58       | S–65  | de: „Der Mulatte“ (Peeckelhaering) en: Peeckelhaering nl: Peeckelhaering | um 1630–1631 | Öl auf Leinwand, 72 × 57,5 cm           | Museum der bildenden Künste Leipzig, Leipzig, Inv.-Nr. G 1017                                  |      |
| RKD–A1.52 Siehe RKD–A3.18                        |            |       | |              |                                         |                                                                                                |      |
| RKD–A1.53 Siehe RKD–A3.19                        |            |       | |              |                                         |                                                                                                |      |
| RKD–A1.54 Siehe RKD–A3.20                        |            |       | |              |                                         |                                                                                                |      |
| RKD–A1.55                                        | G–64       | S–D72 | de: Bildnisfragment einer alten Dame en: Portrait of an old woman nl: Portret van een oude vrouw                                                                                      | um 1633      | Öl auf Leinwand, 40 × 37,5 cm           | Privatsammlung                                                                                 |      |
| RKD–A1.56                                        | G–63       | S–81  | de: Bildnis eines Herrn en: Portrait of a man nl: Portret van een man | 1633         | Öl auf Leinwand, 64,8 × 50,2 cm         | National Gallery, London, Inv.-Nr. NG1251                                                      |      |
| RKD–A1.57                                        | G–62       | S–82  | de: Bildnis einer alten Dame en: Portrait of a woman nl: Portret van een vrouw | 1633         | Öl auf Leinwand, 102,5 × 86,9 cm        | National Gallery of Art, Washington, D.C. Inv.-Nr. 1937.1.67                                   |      |
| RKD–A1.58                                        | G–61       | S–84  | de: Bildnis des Pieter van der Broecke en: Portrait of Pieter van den Broecke nl: Portret van Pieter van den Broecke (1585-1640)                                                      | 1633         | Öl auf Leinwand, 71,2 × 61 cm           | Kenwood House, London, Inv.-Nr. 51                                                             |      |
| RKD–A1.59                                        | G–67       | S–92  | de: Bildnisskizze en: Portrait of Pieter Jacobsz. Nachtglas nl: Portret van een man                                                                                                   | 1633         | Öl auf Holz, 24,7 × 19,7 cm             | Mauritshuis, Den Haag, Inv.-Nr. 618                                                            |      |
| RKD–A1.60                                        | G–65       | S–90  | de: Bildnisskizze en: Portrait of Albert Nachtglas nl: Portret van een man | 1633         | Öl auf Holz, 24,5 ×19,5 cm              | Gemäldegalerie Alte Meister, Dresden, Inv.-Nr. 1358                                            |      |
| RKD–A1.61                                        | G–66       | S–91  | de: Bildnisskizze en: Portrait of Claes Nachtglas nl: Portret van een man | 1633         | Öl auf Holz, 24,5 × 19,7 cm             | Gemäldegalerie Alte Meister, Dresden, Inv.-Nr. 1359                                            |      |
| RKD-A1.62 Gegenstück zu RKD–A1.63                | G–73       | S–86  | de: Bildnis des Nicolaes Hasselaer en: Portrait of Nicolaes Hasselaer nl: Portret van Nicolaes Hasselaer (1593-1635)                                                                  | um 1634      | Öl auf Leinwand, 79,5 × 66,5 cm         | Rijksmuseum, Amsterdam, Inv.-Nr. SK-A-1246                                                     |      |
| RKD-A1.63 Gegenstück zu RKD–A1.62                | G–74       | S–87  | de: Bildnis der Sara Wolphaerts van Diemen, Gattin des Nicolaes Hasselaer en: Portrait of Sara Wolphaerts van Diemen nl: Portret van Sara Wolphaerts van Diemen (1594-1667)           | um 1634      | Öl auf Leinwand, 81,5 × 68 cm           | Rijksmuseum, Amsterdam, Inv.-Nr. SK-A-1247                                                     |      |
| RKD-A1.64                                        | ohne       | S–D49 | de: Bildnis deines Herrn en: Portrait of a man nl: Portret van een man | um 1634      | Öl auf Leinwand, 77,7 × 66 cm           | Privatsammlung                                                                                 |      |
| RKD-A1.65 Gegenstück zu RKD–A1.66                | G–76       | S–93  | de: Bildnis des Tielemann Roosterman en: Portrait of Tieleman Roosterman nl: Portret van Tieleman Roosterman (1597-1672)                                                              | 1634         | Öl auf Leinwand, 117 × 87 cm            | Cleveland Museum of Art, Cleveland, Inv.-Nr. 1999.173                                          |      |
| RKD-A1.66 Gegenstück zu RKD–A1.65                | G–77       | S–94  | de: Bildnis der Catharina Brugman, Gattin des Tieleman Roosterman en: Portrait of Catherina Brugman nl: Portret van Catharina Brugman                                                 | 1634         | Öl auf Leinwand, 115 × 85 cm            | Privatsammlung                                                                                 |      |
| RKD-A1.67                                        | G–83       | S–D54 | de: Bildnis eines Herrn en: Portrait of a man nl: Portret van een man | um 1634–1635 | Öl auf Leinwand, 80 × 63,5 cm           | Privatsammlung                                                                                 |      |
| RKD-A1.68                                        | G–71       | S–95  | de: Bildnis eines stehenden Herrn en: Portrait of a man nl: Portret van een man Gegenstück zu RKD–A3.26                                                                               | 1634         | Öl auf Leinwand, 82,5 × 70 cm           | Szépművészeti Múzeum, Budapest, Inv.-Nr. 4158                                                  |      |
| RKD–A1.69 Siehe RKD–A3.26                        |            |       | |              |                                         |                                                                                                |      |
| RKD-A1.70 Gegenstück zu RKD–A1.71                | G–68       | S–100 | de: Bildnis eines Herrn en: Portrait of a man nl: Portret van een man | 1634         | Öl auf Holz, 73,3 × 56,2 cm             | Timken Museum of Art, San Diego, Inv.-Nr. 1955:003                                             |      |
| RKD-A1.71 Gegenstück zu RKD–A1.70                | G–69       | S–101 | de: Bildnis einer Dame en: Portrait of a woman nl: Portret van een vrouw | 1634         | Öl auf Holz, 73 × 56,2 cm               | Detroit Institute of Arts, Detroit, Inv.-Nr. 23.27                                             |      |
| RKD-A1.72                                        | G–K15      | S–D53 | de: Brustbild eines Herrn en: Portrait of a man nl: Portret van een man | 1635         | Öl auf Leinwand, 87,5 × 68,5 cm         | Privatsammlung                                                                                 |      |
| RKD-A1.72A Gegenstück zu RKD–A1.42               | ohne       | S-105 | de: Bildnis Feyntje van Steenkiste en: Portrait of Feyntje van Steenkiste nl: Portret van Feyntje van Steenkiste (1603/1604-1640)                                                     | 1635         | Öl auf Leinwand, 121,9 × 91,5 cm        | Rijksmuseum, Amsterdam, Inv.-Nr. SK-C-557                                                      |      |
| RKD-A1.73 Gegenstück zu RKD–A1.74                | G–85       | S–98  | de: Bildnis eines Herrn en: Portrait of a man nl: Portret van een man | um 1635      | Öl auf Holz, 67,5 × 57 cm, achteckig    | Staatsgalerie Stuttgart, Stuttgart, Inv.-Nr. 2500                                              |      |
| RKD-A1.74 Gegenstück zu RKD–A1.73                | G–86       | S–99  | de: Bildnis einer Dame en: Portrait of a woman nl: Portret van een vrouw | um 1635      | Öl auf Holz, 67,5 × 57 cm               | Staatsgalerie Stuttgart, Stuttgart, Inv.-Nr. 2499                                              |      |
| RKD-A1.75                                        | G–84       | S–D52 | de: Bildnis eines Kavaliers in Weiss en: Portrait of a man in white nl: Portret van een man gekleed in het wit                                                                        | um 1635      | Öl auf Leinwand, 68,7 × 59,1 cm         | Fine Arts Museums of San Francisco, San Francisco, Inv.-Nr. 75.2.5                             |      |
| RKD-A1.76                                        | ohne       | ohne  | de: Kopf eines Jungen en: Head of a boy nl: Hoofd van een jongen | um 1635      | Öl auf Leinwand, 31 cm Ø                | Privatsammlung                                                                                 |      |
| RKD-A1.77                                        | G–78       | S–89  | de: Brustbild einer Dame en: Portrait of a woman nl: Portret van een vrouw | um 1635      | Öl auf Leinwand, 76 × 61,4 cm           | Gemäldegalerie, Berlin Inv.-Nr. 801                                                            |      |
| RKD-A1.78                                        | G–80       | S–107 | de: Bildnis einer sitzenden Dame en: Portrait of a woman nl: Portret van een vrouw | 1635         | Öl auf Leinwand, 116,5 × 93,3 cm        | Frick Collection, New York, Inv.-Nr. 1910.1.72                                                 |      |
| RKD-A1.79 Möglicherweise Gegenstück zu RKD–A1.80 | G–82       | S–112 | de: Bildnis einer Dame (Maria Larp?) en: Portrait of Marie Larp nl: Portret van een vrouw                                                                                             | um 1635      | Öl auf Leinwand, 83,4 × 68,1 cm         | National Gallery, London, Inv.-Nr. NG6413                                                      |      |
| RKD-A1.80 Möglicherweise Gegenstück zu RKD–A1.79 | G–92       | S–108 | de: Bildnis eines Herrn (Pieter Tjarck?) en: Portrait of Pieter Dircksz. Tjarck nl: Portret van Pieter Dircksz. Tjarck                                                                | um 1636–1637 | Öl auf Leinwand, 82,3 × 69,9 cm         | Los Angeles County Museum of Art, Los Angeles, Inv.-Nr. M.74.31                                |      |
| RKD-A1.81                                        | G–90       | ohne  | de: „Zeigender Junge“ en: Boy pointing with his finger, wearing a beret nl: Wijzende jongen met een baret                                                                             | um 1636–1637 | Öl auf Holz, 41,5 × 39 cm, oval         | Privatsammlung                                                                                 |      |
| RKD-A1.82                                        | G–81       | S–119 | de: Bildnis des Claes Duyst van Voorhout en: Portrait of Nicolaes Pietersz. Duyst van Voorhout nl: Portret van Nicolaes Pietersz. Duyst van Voorhout (?-1650)                         | um 1636–1637 | Öl auf Leinwand, 80,6 × 66 cm           | Metropolitan Museum of Art, New York, Inv.-Nr. 49.7.33                                         |      |
| RKD-A1.83                                        | G–75       | S–83  | de: Bildnis eines Offiziers en: Portrait of a man, possibly Jan Hendricksz. Soop nl: Portret van een man                                                                              | 1637         | Öl auf Leinwand, 82 × 66 cm             | Museu de Arte de São Paulo, São Paulo, Inv.-Nr. MASP.00187                                     |      |
| RKD-A1.84 Gegenstück zu RKD–A1.85                | G–87       | S–109 | de: Bildnis eines stehenden Herrn en: Portrait of a man nl: Portret van een man | 1637         | Öl auf Leinwand, 93 × 68,5 cm           | Privatsammlung                                                                                 |      |
| RKD-A1.85 Gegenstück zu RKD–A1.84                | G–88       | S–110 | de: Bildnis einer stehenden Dame en: Portrait of a woman nl: Portret van een vrouw | 1637         | Öl auf Leinwand, 93 × 68,5 cm           | Privatsammlung                                                                                 |      |
| RKD-A1.86                                        | G–79       | S–106 | de: Bildnis eines Herrn en: Portrait of a man nl: Portret van een man | um 1637–1638 | Öl auf Leinwand, 121 × 90 cm            | Museum Boijmans Van Beuningen, Rotterdam, Inv.-Nr. 1276                                        |      |
| RKD-A1.87                                        | G–89       | S–122 | de: Bildnis des Jean de la Chambre en: Portrait of Jean de la Chambre nl: Portret van Jean de la Chambre (1605-1668)                                                                  | 1638         | Öl auf Holz, 20,6 × 16,8 cm             | National Gallery, London, Inv.-Nr. NG6411                                                      |      |
| RKD-A1.88                                        | G–91       | S–121 | de: Bildnis einer Dame en: Portrait of a woman nl: Portret van een vrouw | 1638         | Öl auf Leinwand, 66,5 × 52,3 cm         | Cleveland Museum of Art, Cleveland, Inv.-Nr. 48.137                                            |      |
| RKD-A1.89 Gegenstück zu RKD–A1.90                | G–93       | S–113 | de: Bildnis eines Herrn (in ovalem Rahmen) en: Portrait of a man nl: Portret van een man                                                                                              | 1638         | Öl auf Leinwand, 89 × 69,8 cm           | Königliche Sammlungen (Schweden), Stockholm, Inv.-Nr. 376                                      |      |
| RKD-A1.90 Gegenstück zu RKD–A1.89                | G–94       | S–114 | de: Bildnis einer Dame (in ovalen Rahmen) en: Portrait of a woman nl: Portret van een vrouw                                                                                           | 1638         | Öl auf Leinwand, 89,1 × 70,2 cm         | Königliche Sammlungen (Schweden), Stockholm, Inv.-Nr. 376                                      |      |
| RKD-A1.91 Gegenstück zu RKD–A1.92                | G–97       | S–115 | de: Bildnis eines Herrn en: Portrait of a man nl: Portret van een man | 1638         | Öl auf Holz, 94,5 × 70,3 cm, oval       | Städel, Frankfurt am Main, Inv.-Nr. 77                                                         |      |
| RKD-A1.92 Gegenstück zu RKD–A1.91                | G–98       | S–116 | de: Bildnis einer Dame en: Portrait of a man nl: Portret van een vrouw | 1638         | Öl auf Holz, 94,5 × 70,2 cm, oval       | Städel, Frankfurt am Main Inv.-Nr. 78                                                          |      |
| RKD-A1.93 Gegenstück zu RKD–A1.94                | G–95       | S–117 | de: Bildnis des Andries van der Horn en: Portrait of Andries van der Horn nl: Portret van Andries van der Horn (1600-1677)                                                            | 1638         | Öl auf Leinwand, 85,5 × 67,5 cm         | Museu de Arte de São Paulo, São Paulo, Inv.-Nr. MASP.00185                                     |      |
| RKD-A1.94 Gegenstück zu RKD–A1.93                | G–96       | S–118 | de: Bildnis der Maria Pietersdr. Olycan, Gattin des Andries van der Horn en: Portrait of Maria Pietersdr. Olycan nl: Portret van Maria Pietersdr. Olycan (1607-1655)                  | 1638         | Öl auf Leinwand, 83,5 × 68,5 cm         | Museu de Arte de São Paulo, São Paulo, Inv.-Nr. MASP.00186                                     |      |
| RKD-A1.95                                        | G–100      | S–125 | de: Bildnis eines Offziers en: Portrait of a man, probably captain Jan Soop the younger nl: Portret van een man                                                                       | um 1638      | Öl auf Leinwand, 86 × 69 cm             | National Gallery of Art, Washington, D.C., Inv.-Nr. 1937.1.68                                  |      |
| RKD–A1.96 Siehe RKD–A3.33                        |            |       | |              |                                         |                                                                                                |      |
| RKD-A1.97                                        | G–104      | S–132 | de: Bildnis einer sitzenden Dame (in ovalem Rahmen) en: Portrait of a woman nl: Portret van een vrouw                                                                                 | um 1639      | Öl auf Leinwand, 69,5 × 58 cm           | verschollen                                                                                    |      |
| RKD-A1.98                                        | G–103      | S–131 | de: Brustbild einer Dame en: Portrait of a woman nl: Portret van een vrouw | um 1639      | Öl auf Leinwand, 61,4 × 47 cm           | National Gallery, London, Inv.-Nr. NG1021                                                      |      |
| RKD-A1.99 Gegenstück zu RKD–A1.100               | G–107      | S–137 | de: Bildnis eines stehenden Herrn en: Portrait of a man, probably Nicolaes Noppen nl: Portret van een man                                                                             | 1640         | Öl auf Leinwand, 120 × 95 cm            | Wallraf-Richartz-Museum & Fondation Corboud, Köln, Inv.-Nr. WRM 2529                           |      |
| RKD-A1.100 Gegenstück zu RKD–A1.99               | G–108      | S–138 | de: Bildnis einer stehenden Dame en: Portrait of a woman, probably Geertruijt Gerrits van Santen nl: Portret van een vrouw                                                            | 1640         | Öl auf Leinwand, 120 × 94,5 cm          | Wallraf-Richartz-Museum & Fondation Corboud, Köln, Inv.-Nr. WRM 2530                           |      |
| RKD-A1.101                                       | G–106      | S–142 | de: Bildnis eines stehende Herrn en: Portrait of a man nl: Portret van een man | um 1640      | Öl auf Leinwand, 69,7 × 54 cm           | Privatsammlung                                                                                 |      |
| RKD–A1.102                                       | G–112      | S–140 | de: Regenten des St. Elisabeth Hospitz, Haarlem. en: Regents of St Elisabeth’s Hospital nl: Regenten van het Sint-Elisabeths Gasthuis                                                 | um 1640–1641 | Öl auf Leinwand, 153 × 252 cm           | Frans Hals Museum, Haarlem, Inv.-Nr. OS I-114                                                  |      |
| RKD-A1.103                                       | G–111      | S–75  | de: Malle Babbe en: Malle Babbe nl: Malle Babbe | um 1639–1646 | Öl auf Leinwand, 78,5 × 66,2 cm         | Gemäldegalerie, Berlin, Inv.-Nr. 801 C                                                         |      |
| RKD-A1.104 Gegenstück zu RKD–A1.105              | G–113      | S–149 | de: Bildnis des Herrn Bodolphe en: Portrait of a man nl: Portret van een man | 1643         | Öl auf Leinwand, 122,4 × 97,5 cm        | Yale University Art Gallery, New Haven (Connecticut), Inv.-Nr. 1961.18.23                      |      |
| RKD-A1.105 Gegenstück zu RKD–A1.104              | G–114      | S–150 | de: Bildnis der Frau Bodolphe en: Portrait of a woman nl: Portret van een vrouw | 1643         | Öl auf Leinwand, 122,4 × 97,5 cm        | Yale University Art Gallery, New Haven (Connecticut), Inv.-Nr. 1961.18.24                      |      |
| RKD-A1.106                                       | G–115      | S–145 | de: Bildnis eines stehenden Herrn en: Portrait of a member of the De Wolff family, possibly Joost de Wolff nl: Portret van een man                                                    | 1643         | Öl auf Leinwand, 93,4 × 76,2 cm         | Privatsammlung                                                                                 |      |
| RKD-A1.107                                       | G–118      | S–144 | de: Bildnis des Paulus Verschuur en: Portrait of Paulus Verschuur nl: Portret van Paulus Verschuur (1606-1667)                                                                        | 1643         | Öl auf Leinwand, 118,7 × 94 cm          | Metropolitan Museum of Art, New York, Inv.-Nr. 26.101.11                                       |      |
| RKD-A1.108                                       | G–116      | S–148 | de: Bildnis eines Herrn en: Portrait of a man nl: Portret van een man | 1643         | Öl auf Leinwand, 80 × 65,3 cm           | Pommersches Landesmuseum, Greifswald, Inv.-Nr. 228/17 411                                      |      |
| RKD-A1.109                                       | G–119      | ohne  | de: Bildnis eines Herrn (Fragment) en: Portrait of a man nl: Portret van een man | um 1643–1644 | Öl auf Leinwand, 36,8 × 29,2 cm         | Hood Museum of Art, Hanover, New Hampshire, Inv.-Nr. 2009.78.1                                 |      |
| RKD-A1.110                                       | G–124      | S–158 | de: Bildnis eines stehenden Herrn en: Portrait of a man nl: Portret van een man | um 1643–1644 | Öl auf Leinwand, 87,9 × 65,1 cm         | Privatsammlung                                                                                 |      |
| RKD-A1.111 Gegenstück zu RKD–A1.112              | G–120      | S–160 | de: Bildnis des Joseph Coymans en: Portrait of Joseph Coymans nl: Portret van Joseph Coymans (1591-?)                                                                                 | 1644         | Öl auf Leinwand, 83,8 × 69,9 cm         | Wadsworth Atheneum, Hartford (Connecticut), Inv.-Nr. 1958.176                                  |      |
| RKD-A1.112 Gegenstück zu RKD–A1.111              | G–121      | S–161 | de: Bildnis der Dorothea Berck, Gattin des Joseph Coymans en: Portrait of Dorothea Berck nl: Portret van Dorothea Berck (1593-1684)                                                   | 1644         | Öl auf Leinwand, 83,8 × 69,9 cm         | Baltimore Museum of Art, Baltimore, Inv.-Nr. 1938. 231                                         |      |
| RKD-A1.113                                       | G–123      | S–192 | de: Bildnis des Adriaen van Ostade en: Portrait of Adriaen van Ostade nl: Portret van Adriaen van Ostade (1610-1685)                                                                  | um 1645      | Öl auf Leinwand, 94 × 75 cm             | National Gallery of Art, Washington, D.C., Inv.-Nr. 1937-1-70                                  |      |
| RKD-A1.114                                       | G–127      | S–166 | de: Bildnis des Willem Coymans en: Portrait of Willem Coymans nl: Portret van Willem Coymans (1623-1678)                                                                              | 1645         | Öl auf Leinwand, 77 × 64 cm             | National Gallery of Art, Washington, D.C., Inv.-Nr. 1937.1.69                                  |      |
| RKD-A1.115                                       | G–126      | S–168 | de: Bildnis des Jasper Schade van Westrum en: Portrait of Jasper Schade nl: Portret van Jasper Schade (1623-1692)                                                                     | um 1645      | Öl auf Leinwand, 80 × 67,5 cm           | Nationalgalerie Prag, Prag, Inv.-Nr. O 638                                                     |      |
| RKD-A1.116                                       | G–128      | S–165 | de: Bildnis des Johannes Hoornbeek en: Portrait of Johannes Hoornbeeck nl: Portret van Johannes Hoornbeeck (1617-1666)                                                                | 1645         | Öl auf Leinwand, 79,5 × 68 cm           | Königliche Museen der Schönen Künste, Brüssel, Inv.-Nr. 2245                                   |      |
| RKD-A1.117                                       | G–125      | S–D56 | de: Bildnis eines Herrn en: Portrait of a man nl: Portret van een man | um 1645–1646 | Öl auf Leinwand, 79,5 × 58,5 cm         | Privatsammlung                                                                                 |      |
| RKD-A1.118                                       | G–129      | S–167 | de: Bildnis eines sitzenden Herrn en: Portrait of a man nl: Portret van een man | um 1646–1648 | Öl auf Leinwand, 68 × 55,4 cm           | National Gallery of Art, Washington, D.C., Inv.-Nr. 1937.1.71                                  |      |
| RKD-A1.119 Gegenstück zu RKD–A1.120              | G–130      | S–188 | de: Bildnis des Stephanus Geraerdts en: Portrait of Stephanus Geeraerdts nl: Portret van Stephanus Geeraerdts (?-1671)                                                                | um 1646–1648 | Öl auf Leinwand, 114,5 × 86,5 cm        | Königliches Museum der Schönen Künste, Antwerpen, Inv.-Nr. 674                                 |      |
| RKD-A1.120 Gegenstück zu RKD–A1.119              | G–131      | S–189 | de: Bildnis der isabella Coymans, Gattin des Stephanus Geraerdts en: Portrait of Isabella Coymans nl: Portret van Isabella Coymans (?-1689)                                           | um 1646–1648 | Öl auf Leinwand, 116 × 86 cm            | Privatsammlung                                                                                 |      |
| RKD–A1.121 Siehe RKD–A3.53A                      |            |       | |              |                                         |                                                                                                |      |
| RKD-A1.122                                       | G–132      | S–198 | de: Bildnis eines sitzenden Herrn, nach links gewandt en: Portrait of a man nl: Portret van een man                                                                                   | um 1650      | Öl auf Leinwand, 63,5 × 53,5 cm         | National Gallery of Art, Washington, D.C., Inv.-Nr. 1942.9.28                                  |      |
| RKD-A1.123                                       | Werkstatt  | S-199 | de: Bildnis eines Herrn en: Portrait of a man nl: Portret van een man | um 1650–1652 | Öl auf Holz, 35 × 26 cm                 | Stiftung Heinz Kuckei, Berlin Dauerleihgabe im Frans Hals Museum, Haarlem, Inv.-Nr. OS 2013-17 |      |
| RKD-A1.124                                       | G–136      | S–190 | de: Bildnis eines stehenden Herrn in Dreiviertelfigur, von vorn en: Portrait of a man nl: Portret van een man                                                                         | um 1650–1652 | Öl auf Leinwand, 110,5 × 86,4 cm        | Metropolitan Museum of Art, New York, Inv.-Nr. 91.26.9                                         |      |
| RKD-A1.125                                       | G–133      | S–195 | de: Brustbild eines sitzenden Herrn, von vorn en: Portrait of a man nl: Portret van een man                                                                                           | um 1652–1654 | Öl auf Leinwand, 65 × 56,5 cm           | Privatsammlung                                                                                 |      |
| RKD-A1.126                                       | G–137      | S–201 | de: Bildnis des Tyman Oosdorp en: Portrait of Tyman Oosdorp nl: Portret van Tyman Oosdorp (1613-1668)                                                                                 | 1656–1658    | Öl auf Leinwand, 82 × 73,5 cm           | Gemäldegalerie, Berlin, Inv.-Nr. 801H                                                          |      |
| RKD–A1.127 Siehe RKD–A3.61                       |            |       | |              |                                         |                                                                                                |      |
| RKD-A1.128                                       | G–142      | S–213 | de: Bildnis des Willem Croes en: Portrait of Willem Croes nl: Portret van Willem Croes (1608-1666)                                                                                    | um 1662–1664 | Öl auf Leinwand, 47,1 × 34,4 cm         | Alte Pinakothek, München, Inv.-Nr. 8402                                                        |      |
| RKD-A1.129                                       | G–144      | S–219 | de: Bildnis eines jungen Herrn en: Portrait of a man nl: Portret van een man | um 1662–1664 | Öl auf Leinwand, 70 × 58,5 cm           | Stiftung Sammlung E. G. Bührle Dauerleihgabe im Kunsthaus Zürich, Zürich, Inv.-Nr. 151         |      |
| RKD-A1.130                                       | G–145      | S–217 | de: Bildnis eines Herrn, sogenannter „Mann mit dem Schlapphut“ en: Portrait of a man with a slouch hat nl: Portret van een man met een slappe hoed                                    | um 1663–1664 | Öl auf Leinwand, 79,5 × 66,5 cm         | Gemäldegalerie Alte Meister, Kassel, Inv.-Nr. GK 219                                           |      |
| RKD-A1.131                                       | G–140      | S–210 | de: Bildnis eines Herrn en: Portrait of a man nl: Portret van een man | um 1664      | Öl auf Holz, 31,5 × 25,5 cm             | Mauritshuis, Den Haag, Inv.-Nr. 928                                                            |      |
| RKD-A1.132                                       | ohne       | S-D61 | de: Bildnis eines Herrn en: Portrait of a man nl: Portret van een man | um 1664      | Öl auf Holz, 31,3 × 24,3 cm             | Privatsammlung                                                                                 |      |

### Verzeichnis der Werke von Frans Hals, die in Zusammenarbeit mit anderen Künstlern und Werkstattmitarbeitern entstanden
Die nachfolgenden Gemälde sind ebenfalls eigenständige Werke von Frans Hals. An diesen Bildern haben zudem andere Malerkollegen oder Künstler seiner Werkstatt mitgearbeitet. Dies betrifft vor allem die Landschaftshintergründe. Teilweise waren diese Werke ursprünglich in der Liste der eigenständigen Werke aufgeführt. Sie wurden jedoch von Grimm dort herausgelöst, um deutlicher das Zusammenwirken verschiedener Künstler hervorzuheben.
| Grimm 2024 Anmerkung | Grimm 1989 | Slive | Titel | Entstehung   | Material Format in cm             | Sammlung, Ort, Inventarnummer                               | Bild |
| --- | ---------- | ----- | --- | ------------ | --------------------------------- | ----------------------------------------------------------- | ---- |
| RKD–A2.0 Zusammenarbeit mit Cornelis Vroom | G–4        | S–7   | de: Bankett der Offiziere der St. Georgsschützengilde zu Haarlem en: Banquet of the officers of the St George civic guard nl: Feestmaal van de officieren van de Sint-Jorisschutterij | 1616         | Öl auf Leinwand, 175 × 324 cm     | Frans Hals Museum, Haarlem Inv.-Nr. OS I-109                |      |
| RKD–A2.1 Zusammenarbeit mit Pieter Soutman Gegenstück zu RKD–A2.2                                                                                              | G–10       | S–12  | de: Bildnis des Paulus van Beresteyn en: Portrait of Paulus van Beresteyn nl: Portret van Paulus van Beresteyn (1588-1636) | 1620         | Öl auf Leinwand, 139,5 × 102,5 cm | Louvre, Paris Inv.-Nr. R.F. 424                             |      |
| RKD-A2.2 Zusammenarbeit mit Pieter Soutman Gegenstück zu RKD–A2.1                                                                                              | ohne       | S-13  | de: Bildnis Catharina Both van der Eem en: ortrait of Catharina Both van der Eem nl: Portret van Catharina Both van der Eem (1589-1666) | 1620         | Öl auf Leinwand, 139 × 102 cm     | Louvre, Paris Inv.-Nr. R.F. 425                             |      |
| RKD–A2.3 Zusammenarbeit mit Gerrit Bleker und Salomon de Bray Gemälde RKD–A2.3, RKD–A2.4 und RKD–A2.5 sind Fragmente eines ursprünglich großen Familienbildes. | G–11       | S–15  | de: Familiengruppe im Freien en: Portrait of Gijsbert Claesz. van Campen, Maria Joris and their children nl: Portret van een familie, waarschijnlijk Ghijsbert Claesz. van Campen (?-1645), Maria Joris en hun kinderen (fragment) | um 1623–1625 | Öl auf Leinwand, 151 × 163,6 cm   | Toledo Museum of Art, Toledo (Ohio) Inv.-Nr. 2011.80        |      |
| RKD–A2.4 Zusammenarbeit mit Gerrit Bleker Gemälde RKD–A2.3, RKD–A2.4 und RKD–A2.5 sind Fragmente eines ursprünglich großen Familienbildes.                     | G–12       | S–16  | de: Kindergruppe mit Ziegenwagen en: Portrait of three children of Gijsbert Claesz. van Campen and Maria Joris nl: Portret van drie kinderen van Ghijsbert Claesz. van Campen (?-1645) en Maria Joris (fragment) | um 1623–1625 | Öl auf Leinwand, 152 × 107,5 cm   | Königliche Museen der Schönen Künste, Brüssel Inv.-Nr. 4732 |      |
| RKD–A2.5 Zusammenarbeit mit Gerrit Bleker Gemälde RKD–A2.3, RKD–A2.4 und RKD–A2.5 sind Fragmente eines ursprünglich großen Familienbildes.                     | G–13       | ohne  | de: Sitzender Knabe (Fragment) en: Portrait of a son of Gijsbert Claesz. van Campen and Maria Joris nl: Portret van een zoon van Ghijsbert Claesz. van Campen (?-1645) en Maria Joris | um 1623–1625 | Öl auf Leinwand, 52 × 47,4 cm     | Privatsammlung                                              |      |
| RKD–A2.6 Zusammenarbeit mit Pieter de Molijn | G–23       | S–31  | de: Bildnis des Willem van Heythuysen en: Portrait of Willem van Heythuysen nl: Portret van Willem van Heythuysen (?-1650) | um 1625–1626 | Öl auf Leinwand, 204,5 × 134,5 cm | Alte Pinakothek, München Inv.-Nr. 14101                     |      |
| RKD–A2.7 Zusammenarbeit mit Pieter de Molijn | G–30       | S–42  | de: Bildnis des Isaac Abrahamsz. Massa en: Portrait of Isaac Abrahamsz. Massa nl: Portret van Isaac Abrahamsz. Massa (1586-1643) | 1626         | Öl auf Leinwand, 79,7 × 65,1 cm   | Art Gallery of Ontario, Toronto Inv.-Nr. 54/31              |      |
| RKD–A2.8 Zusammenarbeit mit Pieter de Molijn | G–26       | S–17  | de: Porträt eines Paares, wahrscheinlich von Isaac Massa und Beatrix van der Laen en: Portrait of Isaac Abrahamsz. Massa and Beatrix van der Laen nl: Portret van Isaac Abrahamsz. Massa (1586-1643) en Beatrix van der Laen (1592-1639) | um 1627      | Öl auf Leinwand, 140 × 166,5 cm   | Rijksmuseum, Amsterdam Inv.-Nr. SK-A-133                    |      |
| RKD–A2.8A Zusammenarbeit mit Pieter de Molijn | G–27       | S–45  | de: Bankett der Offiziere der St. Hadriansschützengilde in Haarlem en: Banquet of the officers of the Calivermen civic guard nl: Feestmaal van de officieren van de Cluveniersschutterij | 1627         | Öl auf Leinwand, 183 × 266,5 cm   | Frans Hals Museum, Haarlem Inv.-Nr. OS I-111                |      |
| RKD-A2.9 Das Stillleben im Bild wurde von Claes van Heussen gemalt.                                                                                            | G–54       | S–70  | de: Die Obst- und Gemüseverkäuferin en: Young woman selling fruit and vegetables nl: Jonge vrouw die groenten en fruit verkoopt | 1630         | Öl auf Leinwand, 157 × X200 cm    | Privatsammlung                                              |      |
| RKD-A2.10 Zusammenarbeit mit Werkstattmitarbeitern und Pieter de Molijn                                                                                        | G–60       | S–79  | de: Gruppenbild der Offiziere und Unteroffiziere der St. Hadrians-Schützengilde in Haarlem en: Meeting of the officers and sergeants of the Calivermen civic guard nl: Vergadering van officieren en onderofficieren van de Cluveniersschutterij | um 1632–1633 | Öl auf Leinwand, 207 × 337 cm     | Frans Hals Museum, Haarlem Inv.-Nr. OS I-112                |      |
| RKD-A2.11 1637 von Pieter Codde vollendet | G–70       | S–80  | de: Die Schützenkompanie des Hauptmanns Reynier Reael und des Leutnants Cornelis Michielsz. Blaeuw in Amsterdam („Die magere Kompanie“) en: Militia company of district XI under the command of captain Reynier Reael and lieutenant Cornelis Michielsz Blaeuw nl: Schutters van wijk XI onder leiding van kapitein Reynier Reael (1588-1648) en luitenant Cornelis Michielsz. Blaeuw | 1633–1637    | Öl auf Leinwand, 209 × 429 cm     | Rijksmuseum, Amsterdam Inv.-Nr. SK C 374                    |      |
| RKD-A2.12 Zusammenarbeit mit Werkstattmitarbeitern und Cornelis Symonsz. van der Schalcke                                                                      | G–105      | S–124 | de: Gruppenbild der Offiziere und Unteroffiziere der St. Georgsschützengilde in Haarlem en: Officers and sergeants of the St George civic guard nl: Officieren en onderofficieren van de Sint-Jorisschutterij | 1639         | Öl auf Leinwand, 218 × 421 cm     | Frans Hals Museum, Haarlem Inv.-Nr. OS I-113                |      |

### Verzeichnis der Werke von Malern der Werkstatt, die in Teilbereichen von Frans Hals bearbeitet wurden
Die nachfolgenden Werke entstanden in der Werkstatt von Frans Hals, wobei der jeweilige Künstler nicht eindeutig zu ermitteln ist. Die Gemälde weisen deutliche Unterschiede zur Malweise von Frans Hals auf, Teilbereiche stammen jedoch von ihm selbst.
| Grimm 2024 Anmerkung | Grimm 1989 | Slive | Titel | Entstehung   | Material Format in cm                    | Sammlung, Ort, Inventarnummer                                         | Bild |
| --- | ---------- | ----- | --- | ------------ | ---------------------------------------- | --------------------------------------------------------------------- | ---- |
| RKD-A3.1 | G–K1       | S–5   | de: Fröhliche Gesellschaft en: Merrymakers at Shrovetide nl: Vrolijk gezelschap op Vastenavond | um 1616–1617 | Öl auf Leinwand, 131.4 × 99,7 cm         | Metropolitan Museum of Art, New York Inv.-Nr. 14.40.605               |      |
| RKD–A3.2 | G–17       | S–21  | de: „Der Raucher“ en: The smoker nl: Rokende jonge man | um 1623      | Öl auf Holz, 46,7 × 49,5 cm, achteckig   | Metropolitan Museum of Art, New York Inv.-Nr. 89.15.34                |      |
| RKD-A3.3 | G–K4       | S–20  | de: Kavalier mit Weinglas und Mädchen en: Young man and woman in an inn nl: Jonge man en vrouw in een herberg | 1623         | Öl auf Leinwand, 105,4 × 79,4 cm         | Metropolitan Museum of Art, New York Inv.-Nr. 14.40.602               |      |
| RKD–A3.4 | G–19       | S–29  | de: Lachender Kinderkopf en: Laughing boy nl: Lachende jongen | um 1624–1626 | Öl auf Holz, 30,5 cm Ø                   | Mauritshuis, Den Haag Inv.-Nr. 1032                                   |      |
| RKD-A3.5 | ohne       | S-27  | de: Lachender Junge mit einer Flöte en: Laughing boy holding a flute nl: Lachende jongen met een fluit | um 1624–1626 | Öl auf Holz, 29 cm Ø                     | Privatsammlung                                                        |      |
| RKD-A3.6 | ohne       | S-28  | de: Lachendes Kind en: Laughing child nl: Lachend kind | um 1624–1626 | Öl auf Holz, 27.9 cm Ø                   | Los Angeles County Museum of Art, Los Angeles Inv.-Nr. AC1992.152.144 |      |
| RKD-A3.7 | ohne       | S-D46 | de: Bildnis eines Herrn en: Portrait of a man nl: Potret van een man | um 1625–1626 | Öl auf Leinwand auf Holz, 60,2 × 49,2 cm | Privatsammlung                                                        |      |
| RKD-A3.8 | ohne       | S-35  | de: Bildnis eines Herrn en: Portrait of a man nl: Potret van een man | 1625         | Öl auf Holz, 26,3 × 20,7 cm              | Gemäldegalerie, Berlin Inv.-Nr. 801F                                  |      |
| RKD–A3.9 | G–20       | S–34  | de: Bildnis eines Mannes in einem ovalen Rahmen en: Portrait of a bearded man with a ruff nl: Portret van man met baard en plooikraag | 1625         | Öl auf Leinwand, 76,2 × 63,5 cm          | Metropolitan Museum of Art, New York Inv.-Nr. 49734                   |      |
| RKD-A3.10 | ohne       | S-D27 | de: Zwei singende Jungen en: Two singing boys nl: Twee zingende jongens | 1626         | Öl auf Leinwand, 69,2 × 59,1 cm          | Privatsammlung                                                        |      |
| RKD-A3.11 Gegenstück zu RKD-A3.12                                                                                         | G–K10      | S–50  | de: Bildnis eines Herrn en: Portrait of a man nl: Portret van een man | 1628         | Öl auf Holz, 22,8 cm Ø                   | Privatsammlung                                                        |      |
| RKD-A3.12 Gegenstück zu RKD-A3.11                                                                                         | G–K11      | S–51  | de: Bildnis einer Dame en: Portrait of a woman nl: Portret van een vrouw | 1628         | Öl auf Holz, 22,8 cm Ø                   | Privatsammlung                                                        |      |
| RKD-A3.13 Gegenstück zu RKD-A3.14 Werkstattarbeit, möglicherweise von Judith Leyster, mit Überarbeitungen von Frans Hals. | ohne       | S-54  | de: Singendes Mädchen en: Girl singing nl: Zingend meisje | um 1628–1630 | Öl auf Holz, 18,2 × 18,4 cm              | Virginia Museum of Fine Arts, Richmond Inv.-Nr. L2020.6.14            |      |
| RKD-A3.14 Gegenstück zu RKD-A3.13 Werkstattarbeit, möglicherweise von Judith Leyster, mit Überarbeitungen von Frans Hals. | ohne       | S-53  | de: Geigenspielender Knabe en: Boy playing the violin nl: Viool spelende jongen | um 1628–1630 | Öl auf Holz, 18,4 × 18,8 cm              | Virginia Museum of Fine Arts, Richmond Inv.-Nr. L2020.6.15            |      |
| RKD–A3.15 | G–52       | S–D44 | de: Bildnis des Cornelis Coning en: Portrait of Cornelis Hendricksz. Coning nl: Portret van Cornelis Hendricksz. Coning (?-1671) | 1630         | Öl auf Leinwand, 108 × 81,3 cm           | Allentown Art Museum, Allentown (Pennsylvania) Inv.-Nr. 1981.030.000  |      |
| RKD–A3.16 | G–53       | S–68  | de: Bildnis eines stehenden Mannes en: Portrait of a man, possibly Godfried van den Heuvel nl: Portret van een man, mogelijk Godfried van den Heuvel (c. 1594/95-1669) | 1630         | Öl auf Leinwand, 116,7 × 90,2 cm         | Royal Collection, London Inv.-Nr. RCIN 405349                         |      |
| RKD-A3.17 | ohne       | S-D43 | de: Bildnis eines Herrn en: Portrait of a man nl: Portret van een man | um 1630      | Öl auf Holz, 43,6 × 36 cm                | Privatsammlung                                                        |      |
| RKD–A3.18 | G–55       | S–88  | de: Brustbild eines Herrn en: Portrait of a man nl: Portret van een man | um 1630–1632 | Öl auf Leinwand, 75,7 × 61,4 cm          | Gemäldegalerie, Berlin Inv.-Nr. 800                                   |      |
| RKD–A3.19 Gegenstück zu RKD–A3.20br />Möglicherweise von Jan Cornelisz Verspronck überarbeitet                            | G–56       | S–77  | de: Bildnis des Nicolaes van der Meer en: Portrait of Nicolaes Woutersz. van der Meer nl: Portret van Nicolaes Woutersz. van der Meer (ca. 1574-1637) | 1631         | Öl auf Holz, 128 × 100,5 cm              | Frans Hals Museum, Haarlem Inv.-Nr. OS I-117                          |      |
| RKD–A3.20 Gegenstück zu RKD–A3.19 Möglicherweise von Jan Cornelisz Verspronck überarbeitet                                | G–57       | S–78  | de: Bildnis der Cornelia Claesdr. Vooght, Gattin des Niolaes van der Meer en: Portrait of Cornelia Claesdr. Vooght nl: Portret van Cornelia Claesdr. Vooght (ca. 1578-?) | 1631         | Öl auf Holz, 126,5 × 101 cm              | Frans Hals Museum, Haarlem Inv.-Nr. OS I-118                          |      |
| RKD-A3.21 | ohne       | ohne  | de: Brustbild eines Herrn en: Portrait of a man nl: Portret van een man | um 1633-1634 | Öl auf Leinwand, 66,5 × 48,5 cm          | Museo Nacional de Bellas Artes, Buenos Aires Inv.-Nr. 8626            |      |
| RKD-A3.22 | ohne       | S–123 | de: Willem van Heythuysen en: Portrait of Willem van Heythuysen nl: Willem van Heythuysen | um 1634-1635 | Öl auf Holz, 47 × 36,7 cm                | Privatsammlung                                                        |      |
| RKD-A3.25 Gegenstück zu A3.33a                                                                                            | ohne       | ohne  | de: Pieter Jacobsz. Olycan en: Portrait of Pieter Jacobsz. Olycan nl: Portret van Pieter Jacobsz. Olycan (1572-1658) | um 1634–1635 | Öl auf Holz, 68 × 56,6 cm                | Frans Hals Museum, Haarlem Inv.-Nr. OS-2004-39                        |      |
| RKD-A3.26 | G–72       | S–96  | de: Bildnis einer stehenden Dame en: Portrait of a woman nl: Portret van een vrouw | 1634         | Öl auf Leinwand, 111,1 × 83,2 cm         | Baltimore Museum of Art, Baltimore Inv.-Nr. 1951.107                  |      |
| RKD-A3.27 | ohne       | S–D50 | de: Bildnis eines Mannes en: Portrait of a man nl: Portret van een man | um 1634–1635 | Öl auf Leinwand, 78,9 × 66,1 cm          | Privatsammlung                                                        |      |
| RKD-A3.28 Siehe RKD–A1.72a                                                                                                |            |       | |              |                                          |                                                                       |      |
| RKD-A3.29 Entstanden in Zusammenarbeit von Frans Hals, seiner Werkstatt und Pieter de Molijn.                             | ohne       | S-102 | de: Bildnis von Nicolaes van den Heuvel, Susanna van Haelwael und ihren ältesten Kindern en: Portrait of Nicolaes van den Heuvel, Susanna van Haelwael and their eldest children nl: Portret van Nicolaes van den Heuvel (c. 1603-1661), Susanna van Haelwael (c. 1606/07-1667) en hun oudste kinderen | um 1635      | Öl auf Leinwand, 111,8 × 89,9 cm         | Cincinnati Art Museum, Cincinnati Inv.-Nr. 1927.399                   |      |
| RKD-A3.30 Gemeinsame Arbeit von Frans Hals, Pieter de Molijn und möglicherweise Jan Hals.                                 | ohne       | S–D16 | de: Zwei Fischerjungen en: Two fisherboys nl: Twee vissersjongens | um 1634–1637 | Öl auf Leinwand, 76,5 × 71 cm            | Phoebus Foundation, Antwerpen                                         |      |
| RKD-A3.31 Die National Gallery of Art listet das Bild als Arbeit von Judith Leyster.                                      | ohne       | ohne  | de: Junge im Profil en: Young boy in profile nl: Jongen en profile | um 1634–1637 | Öl auf Holz, 19 cm Ø                     | National Gallery of Art, Washington, D.C. Inv.-Nr. 2009.113.1         |      |
| RKD-A3.32 Gegenstück zu RKD-A3.33                                                                                         | G–101      | S–128 | de: Bildnis des Pieter Jacobsz. Olycan en: Portrait of Pieter Jacobsz. Olycan nl: Portret van Pieter Jacobsz. Olycan (1572-1658) | 1639         | Öl auf Leinwand, 111,1 × 86,7 cm         | John and Mable Ringling Museum of Art, Sarasota Inv.-Nr. SN251        |      |
| RKD-A3.33 Gegenstück zu RKD-A3.32                                                                                         | G–102      | S–129 | de: Bildnis der Maritge Claesdr. Vooght en: Portrait of Maritge Claesdr. Vooght nl: Portret van Maritge Claesdr. Voogt (1577-1644) | 1639         | Öl auf Leinwand, 126,4 × 93,2 cm         | Rijksmuseum, Amsterdam Inv.-Nr. SK-C 139                              |      |
| RKD-A3.34 Möglicherweise ein Werk von Frans Hals dem Jüngeren.                                                            | ohne       | S-134 | de: Bildnis eines Herrn en: Portrait of a man nl: Portret van een man | um 1639–1640 | Öl auf Leinwand, 80 × 66,5 cm            | Eremitage, Sankt Petersburg Inv.-Nr. ГЭ-982                           |      |
| RKD-A3.35 | ohne       | S-139 | de: Bildnis eines Herrn en: ortrait of a man, possibly Gerrit Jansz. van Santen nl: Portret van een man | 1640         | Öl auf Leinwand, 84,2 × 67,6 cm          | Frans Hals Museum, Haarlem Inv.-Nr. OS 2008-91                        |      |
| RKD-A3.36 Gegenstück zu RKD-A1.72                                                                                         | ohne       | S-136 | de: Bildnis einer Dame en: Portrait of a woman nl: Portret van een vrouw | 1640         | Öl auf Leinwand, 85,2 × 68,1 cm          | Museum voor Schone Kunsten, Gent Inv.-Nr. 1898–B                      |      |
| RKD-A3.37 | ohne       | S-143 | de: Bildnis eines bärtigen Herrn en: Portrait of a man with a book in his hand nl: Portret van een man met een boek in zijn hand | um 1640–1642 | Öl auf Leinwand, 65,7 × 48,7 cm          | Privatsammlung                                                        |      |
| RKD-A3.38 Möglicherweise ein Werk von Jan Hals.                                                                           | ohne       | ohne  | de: Bildnis eines Herrn en: Portrait of a man nl: Portret van een man | um 1640–1642 | Öl auf Leinwand, 117 × 91,5 cm           | Burrell Collection, Glasgow Inv.-Nr. 35.276                           |      |
| RKD-A3.39 | ohne       | S-41  | de: Bildnis eines Predigers en: Portrait of a preacher nl: Portret van een predikant | um 1640–1642 | Öl auf Leinwand, 61,6 × 51,4 cm          | Fogg Art Museum, Cambridge, MA Inv.-Nr. 1930.186                      |      |
| RKD-A3.40 | ohne       | S-97  | de: Bildnis einer Dame en: Portrait of a woman nl: Portret van een vrouw | um 1640–1645 | Öl auf Leinwand, 81,3 × 64,9 cm          | Museo Soumaya, Mexiko-Stadt                                           |      |
| RKD-A3.41 Gegenstück zu RKD-A3.42                                                                                         | G–109      | S–153 | de: Kleines Bildnis eines Herrn en: Portrait of a man nl: Portret van een man | um 1642–1644 | Öl auf Holz, 29,5 × 23 cm                | Gemäldegalerie Alte Meister, Kassel Inv.-Nr. GK 218                   |      |
| RKD-A3.42 Gegenstück zu RKD-A3.42                                                                                         | G–110      | S–154 | de: Kleines Bildnis eines Herrn en: Portrait of a man nl: Portret van een man | nach 1642    | Öl auf Holz, 30,5 × 24,5 cm              | Gemäldegalerie Alte Meister, Kassel Inv.-Nr. GK 217                   |      |
| RKD-A3.43 | G–117      | S–D74 | de: Bildnis einer sitzenden Frau en: Portrait of a woman nl: Portret van een vrouw | 1643         | Öl auf Leinwand, 78 × 65 cm              | Pommersches Landesmuseum, Greifswald                                  |      |
| RKD-A3.44 Gegenstück zu RKD-A3.45                                                                                         | ohne       | S-146 | de: Herr mit einer Uhr in der Hand en: Portrait of Mathijs Jansz. Boeckels holding a pocket watch nl: Portret van Mathijs Jansz. Boeckels met een zakhorloge (? - c. 1654/55) | 1643         | Öl auf Leinwand, 82,2 × 66,2 cm          | Barnes Foundation, Philadelphia Inv.-Nr. BF262                        |      |
| RKD-A3.45 Gegenstück zu RKD-A3.44                                                                                         | ohne       | S-147 | de: Bildnis einer sitzenden Dame en: Portrait of Maria Bastiaens van Hout nl: Portret van Maria Bastiaens van Hout (? - voor 1666) | 1643         | Öl auf Leinwand, 82,6 × 67,3 cm          | Schwedisches Nationalmuseum, Stockholm Inv.-Nr. NM6421                |      |
| RKD-A3.46 | ohne       | S-159 | de: Nicolaes Tulp en: Portrait of a man nl: Portret van een onbekende man | 1644         | Öl auf Leinwand, 74,5 × 60,8 cm          | Collectie Six, Amsterdam                                              |      |
| RKD-A3.47 | G–122      | S–164 | de: Bildnis eines jungen Mannes en: Portrait of an artist nl: Lachende jongen met een fluit | 1644         | Öl auf Leinwand, 82,6 × 64,8 cm          | Art Institute of Chicago, Chicago Inv.-Nr. 1894.1023                  |      |
| RKD-A3.48 Möglicherweise ein Werk von Frans Hals dem Jüngeren.                                                            | ohne       | S-152 | de: Conradus Viëtor en: Portrait of Conradus Viëtor nl: Portret van Conradus Vietor (1588-1657) | 1644         | Öl auf Leinwand, 82,6 × 66 cm            | The Leiden Collection, New York Inv.-Nr. FH-101                       |      |
| RKD-A3.49 |            | S-D28 | de: Junger Mann beim Flötenspiel en: Young man playing a flute nl: Jonge fluitspelende man | um 1645–1648 | Öl auf Leinwand, 60,5 × 54,5 cm          | Kunstmuseum Liechtenstein, Vaduz Inv.-Nr. LSK 1968.06                 |      |
| RKD-A3.50 Gegenstück zu RKD-A3.51. Möglicherweise ein Werk von Frans Hals dem Jüngeren.                                   | ohne       | S-156 | de: Bildnis eines stehenden Herrn en: x nl: Portret van François Wouters (1600-1661) | um 1645–1648 | Öl auf Leinwand, 115 × 86,1 cm           | Scottish National Gallery, Edinburgh Inv.-Nr. NG 691                  |      |
| RKD-A3.51 Gegenstück zu RKD-A3.50. Möglicherweise ein Werk von Frans Hals dem Jüngeren.                                   | ohne       | S-157 | de: Bildnis einer stehenden Dame en: Portrait of Susanna Baillij nl: Portret van Susanna Baillij (? - voor 1697) | um 1645–1648 | Öl auf Leinwand, 115 × 85,8 cm           | Scottish National Gallery, Edinburgh Inv.-Nr. NG 692                  |      |
| RKD-A3.52 Möglicherweise ein Werk von Frans Hals dem Jüngeren.                                                            | ohne       | S-133 | de: Bildnis eines jungen Mannes en: Portrait of a man nl: Portret van een man | um 1640–1642 | Öl auf Leinwand, 78,9 × 65,8 cm          | Kunsthistorisches Museum, Wien Inv.-Nr. GG 709                        |      |
| RKD-A3.53 Möglicherweise ein Werk von Frans Hals dem Jüngeren.                                                            | ohne       | S-171 | de: Bildnis einer stehenden Dame en: Portrait of a woman nl: Portret van een vrouw | um 1648–1650 | Öl auf Leinwand, 108 × 80 cm             | Louvre, Paris Inv.-Nr. MI 927                                         |      |
| RKD-A3.53a Möglicherweise ein Werk von Frans Hals dem Jüngeren.                                                           | G–134      | S-193 | de: Bildnis eines Herrn en: Portrait of a man nl: Portret van een man | um 1650      | Öl auf Leinwand, 84,5 × 67 cm            | Eremitage, Sankt Petersburg Inv.-Nr. ГЭ-816                           |      |
| RKD-A3.54 Möglicherweise ein Werk von Frans Hals dem Jüngeren.                                                            | ohne       | S-179 | de: Nicolaas Stenius en: Portrait of Nicolas Stenius nl: Nicolaas Stenius | 1650         | Öl auf Leinwand, 100 × 75,5 cm           | Museum Catharijneconvent, Utrecht Inv.-Nr. BMH s662                   |      |
| RKD-A3.55 Möglicherweise ein Werk von Frans Hals dem Jüngeren.                                                            | ohne       | S-197 | de: Bildnis eines Herrn en: Portrait of a man nl: Portret van een man | um 1650–1652 | Öl auf Leinwand, 77,5 × 64,8 cm          | Memorial Art Gallery, Rochester, New York Inv.-Nr. 1968.101           |      |
| RKD-A3.56 Möglicherweise ein Werk von Frans Hals dem Jüngeren.                                                            | ohne       | S-169 | de: Bildnis eines Herrn en: Portrait of a man nl: Portret van een man | um 1650-1652 | Öl auf Leinwand, 87 × 82 cm              | Privatsammlung                                                        |      |
| RKD-A3.57 Möglicherweise ein Werk von Frans Hals dem Jüngeren.                                                            | G–135      | S–191 | de: Bildnis eines stehenden Herrn en: Portrait of a man nl: Portret van een man | um 1652–1654 | Öl auf Leinwand, 114 × 85 cm             | National Gallery of Art, Washington, D.C. Inv.-Nr. 1942.9.29          |      |
| RKD-A3.58 Möglicherweise ein Werk von Frans Hals dem Jüngeren.                                                            | ohne       | S–D63 | de: Bildnis eines Mannes en: Portrait of an elderly dark-haired man nl: Portret van een man | um 1658      | Öl auf Holz, 57 × 45 cm                  | Kunsthaus Zürich, Zürich Inv.-Nr. R 12                                |      |
| RKD-A3.59 | ohne       | ohne  | de: Bildnis eines Mannes en: Portrait of a man nl: Portret van een man | um 1658–1660 | Öl auf Leinwand, 76,2 × 63,5 cm          | Privatsammlung                                                        |      |
| RKD-A3.60 Möglicherweise ein Werk von Frans Hals dem Jüngeren.                                                            | G–138      | S–208 | de: Bildnis eines Herrn en: Portrait of a man, possibly a clergyman nl: Portret van een man, mogelijk een geestelijke | um 1657–1658 | Öl auf Holz, 37,1 × 29,8 cm              | Rijksmuseum, Amsterdam Inv.-Nr. SK-A-2859                             |      |
| RKD-A3.61 Möglicherweise ein Werk von Frans Hals dem Jüngeren.                                                            | G–141      | S–214 | de: Bildnis eines stehenden Herrn, Dreiviertelfigur von vorn en: Portrait of a man nl: Portret van een man | um 1660      | Öl auf Leinwand, 113 × 81,9 cm           | Frick Collection, New York Inv.-Nr. 1917.1.70                         |      |
| RKD-A3.62 Möglicherweise ein Werk von Frans Hals dem Jüngeren.                                                            | G–143      | S–221 | de: Gruppenbild der Regenten des Altmännerhauses in Haarlem en: Regents of the Old Men’s Almshouse In Haarlem nl: Regenten van het oude Mannenhuis in Haarlem | um 1663–1664 | Öl auf Leinwand, 172,3 × 256 cm          | Frans Hals Museum, Haarlem Inv.-Nr. OSI-115                           |      |
| RKD-A3.63 Möglicherweise ein Werk von Frans Hals dem Jüngeren.                                                            | ohne       | S-222 | de: Gruppenbild der Regentessen des Altmännerhauses in Haarlem en: Regentesses of the Old Men’s Almshouse in Haarlem nl: Regentessen van het Oude Mannenhuis in Haarlem | um 1663–1664 | Öl auf Leinwand, 170,5 × 249,5 cm        | Frans Hals Museum, Haarlem Inv.-Nr. OSI-116                           |      |
| RKD-A3.64 Möglicherweise ein Werk von Frans Hals dem Jüngeren.                                                            | ohne       | S-220 | de: Mann im Schlafrock en: Portrait of a man nl: Portret van een man | um 1664–1666 | Öl auf Leinwand, 85,8 × 67 cm            | Museum of Fine Arts, Boston Inv.-Nr. 66.1054                          |      |

### Verzeichnis der Werkstattarbeiten, die unter der Aufsicht von Frans Hals entstanden
In der nachfolgenden Liste werden weitere Arbeiten aus der Werkstatt von Franz Hals aufgeführt. An diesen Bildern ist eine direkte Mitarbeit des Malers nicht belegt, sie gehen jedoch vermutlich auf seine Entwürfe zurück und wurden unter seiner Aufsicht gemalt.
| RKD Grimm 2024 Anmerkung                                                                                    | Katalog Grimm 1989 | Katalog Slive | Titel | Entstehung          | Material, Format in cm               | Sammlung, Ort, Inventarnummer                                                               | Bild |
| --- | ------------------ | ------------- | --- | ------------------- | ------------------------------------ | ------------------------------------------------------------------------------------------- | ---- |
| RKD-A3.1b                                                                                                   | ohne               | ohne          | de: Der Trinker en: The drinker nl: De drinker | nach 1616–1617      | Öl auf Leinwand, 44 × 63 cm          | Musée Marmottan Monet, Paris Inv.-Nr. 4005                                                  |      |
| RKD-A3.1c                                                                                                   | ohne               | ohne          | de: Peeckelhaering en: Peeckelhaering nl: Peeckelhaering | nach 1616–1617      | Öl auf Leinwand, 51,4 × 43,8 cm      | Privatsammlung                                                                              |      |
| RKD-A3.4a                                                                                                   | ohne               | ohne          | de: Lachender Junge en: Laughing boy nl: Lachende jongen | nach 1620           | Öl auf Holz, 30 cm ø                 | Privatsammlung                                                                              |      |
| RKD-A3.5a                                                                                                   | ohne               | S–D7–1        | de: Kind mit Seifenblase en: Child with a soap bubble nl: Kind met een zeepbel | um 1625–1649        | Öl auf Holz, 30 cm ø                 | Louvre, Paris Inv.-Nr. R.F. 1949 1                                                          |      |
| A3.6a | ohne               | ohne          | de: Lachendes Kind mit Seifenblase en: Laughing child with a soap bubble nl: Lachend kind met een zeepbel                                                                                    | um 1624–1626        | Öl auf Holz, 34 × 30,5 cm            | Privatsammlung                                                                              |      |
| RKD-A3.23                                                                                                   | ohne               | ohne          | de: Willem van Heythuysen en: Portrait of Willem van Heythuysen nl: Willem van Heythuysen | um 1635-1653        | Öl auf Holz, 46,2 × 36,2 cm          | Privatsammlung                                                                              |      |
| RKD-A3.24                                                                                                   | ohne               | S–123         | de: Willem van Heythuysen en: Portrait of Willem van Heythuysen nl: Willem van Heythuysen | um 1625             | Öl auf Holz, 47,5 × 37,5 cm          | Königliche Museen der Schönen Künste, Brüssel, Inv.-Nr. 2247                                |      |
| RKD-A3.24a Werkstatt oder Umkreis von Frans Hals.                                                           | ohne               | ohne          | de: Willem van Heythuysen en: Portrait of Willem van Heythuysen nl: Willem van Heythuysen | unbekannt           | Öl auf Holz, 46 × 36 cm              | Privatsammlung                                                                              |      |
| RKD-A3.49a                                                                                                  | ohne               | ohne          | de: Flötespielender Knabe en: Young man playing a flute nl: Jonge fluitspelende man | um 1645–1648        | Öl auf Leinwand, 66 × 65,4 cm        | Privatsammlung                                                                              |      |
| RKD-A4.1.1                                                                                                  | ohne               | ohne          | de: Bildnis eines Mannes mit einer Laute en: Portrait of a man holding a lute nl: Portret van een man met een luit                                                                           | um 1620             | Öl auf Kupfer, 10,8 × 8,3 cm         | Wadsworth Atheneum, Hartford (Connecticut) Inv.-Nr. 1998.15.1                               |      |
| RKD-A4.1.1A                                                                                                 | G–K2               | S–8           | de: Bildnis Theodorus Schrevelius en: Portrait of Theodorus Schrevelius nl: Portret van Theodorus Schrevelius (1572-1653)                                                                    | 1617                | Öl auf Kupfer, 15,5 × 12 cm          | Frans Hals Museum, Haarlem Inv.-Nr. OS 2003-18                                              |      |
| RKD-A4.1.2                                                                                                  | G–K6               | ohne          | de: Bildnis Adriaen Matham en: Portrait of a young cavalier nl: Portret van een jonge cavalier                                                                                               | 1624                | Öl auf Kupfer, 21,6 × 14,3 cm        | Städel, Frankfurt am Main Inv.-Nr. 292                                                      |      |
| RKD-A4.1.3                                                                                                  | ohne               | ohne          | de: Bildnis eines Herrn en: Portrait of a man nl: Portret van een man | um 1625             | Öl auf Kupfer, 12,4 × 9,7 cm         | Privatsammlung                                                                              |      |
| RKD-A4.1.4 Gegenstück zu RKD-A4.1.5                                                                         | G–K7               | S–36          | de: Bildnis Petrus Scriverius en: Portrait of Petrus Scriverius nl: Portret van Petrus Scriverius (1576-1660)                                                                                | 1626                | Öl auf Holz, 22,2 × 16,5 cm          | Metropolitan Museum of Art, New York Inv.-Nr. 29.100.8                                      |      |
| RKD-A4.1.5 Gegenstück zu RKD-A4.1.4                                                                         | G–K8               | S–37          | de: Bildnis Anna van der Aar en: ortrait of Anna van der Aar nl: Portret van Anna van der Aar (1576/77-1656)                                                                                 | 1626                | Öl auf Holz, 22,2 × 16,5 cm          | Metropolitan Museum of Art, New York Inv.-Nr. 29.100.9                                      |      |
| RKD-A4.1.6                                                                                                  | ohne               | S-48          | de: Bildnis eines Herrn im gemalten Oval en: Portrait of a man nl: Portret van een man | 1627                | Öl auf Kupfer, 20 × 14,2 cm          | Gemäldegalerie, Berlin Inv.-Nr. 766                                                         |      |
| RKD-A4.1.7                                                                                                  | G–K9               | S–47          | de: Bildnis Johannes Acronius en: Portrait of Johannes Acronius nl: Portret van Johannes Acronius                                                                                            | 1627                | Öl auf Holz, 19,3 × 17,1 cm          | Gemäldegalerie, Berlin Inv.-Nr. 767                                                         |      |
| RKD-A4.1.8                                                                                                  | ohne               | S–49          | de: Bildnis eines Herrn, möglicherweise Johannes Saekma en: Portrait of a man nl: Portret van een man, mogelijk Theodorus Schrevelius (1572-1653)                                            | 1628                | Öl auf Holz, 22 × 17,5 cm            | Privatsammlung                                                                              |      |
| RKD-A4.1.9                                                                                                  | G–K12              | S–76          | de: Bildnis Samuel Ampzing en: Portrait of Samuel Ampzing nl: Portret van Samuel Ampzing (1590-1632)                                                                                         | 1630–1631           | Öl auf Kupfer, 16,4 × 12,4 cm        | The Leiden Collection, New York Inv.-Nr. FH-100                                             |      |
| RKD-A4.1.10 Werk von Frans Hals oder Werkstattarbeit                                                        | ohne               | S–L11         | de: Pieter Christiaansz. Bor en: Portrait of Pieter Christiaansz. Bor nl: Portret van Pieter Christiaansz. Bor (1559-1635)                                                                   | 1634                | Öl auf Holz, 24 × 20,5 cm            | zerstört                                                                                    |      |
| RKD-A4.1.11                                                                                                 | G–K14              | S–103         | de: Bildnis Isaac Abrahamsz. Massa en: Portrait of Isaac Abrahamsz. Massa nl: Portret van Isaac Abraham Massa (1586-1643)                                                                    | um 1635             | Öl auf Holz, 21,3 × 19,7 cm          | San Diego Museum of Art, San Diego, Inv.-Nr. 1946:74                                        |      |
| RKD-A4.1.12                                                                                                 | G–K17              | S–L12         | de: Bildnis Caspar Sibelius en: Portrait of Caspar Sibelius nl: Portret van Caspar Sibelius (1590-1658)                                                                                      | 1637                | Öl auf Holz, 26,5 × 22,5 cm          | zerstört                                                                                    |      |
| RKD-A4.1.13 Gegenstück zu RKD-A4.1.14                                                                       | G–K18              | S–D39         | de: Bildnis Hendrik Swalmius en: Portrait of Hendrick Swalmius nl: Portret van Hendrik Swalmius ( -1649)                                                                                     | 1639                | Öl auf Holz, 27 × 20 cm              | Detroit Institute of Arts, Detroit Inv.-Nr. 49.347                                          |      |
| RKD-A4.1.14 Gegenstück zu RKD-A4.1.13                                                                       | G–K19              | S–127         | de: Bildnis einer sitzenden Dame en: Portrait of a woman, possibly Judith van Breda nl: Portret van een vrouw, mogelijk Judith van Breda                                                     | 1639                | Öl auf Holz, 29,5 × 21 cm            | Museum Boijmans Van Beuningen, Rotterdam Inv.-Nr. 2498                                      |      |
| RKD-A4.1.15                                                                                                 | ohne               | ohne          | de: Bildnis René Descartes en: Portrait of René Descartes nl: Portret van de Franse filosoof en wiskundige René Descartes (1596-1650)                                                        | um 1649             | Öl auf Holz, 76 × 68 cm              | Louvre, Paris Inv.-Nr. 1317                                                                 |      |
| RKD-A4.1.15a Werkstattarbeit oder von einem späteren Kopierer                                               | G–K21              | S–175         | de: Bildnis René Descartes en: Portrait of René Descartes nl: Portret van de Franse filosoof en wiskundige René Descartes (1596-1650)                                                        | um 1649             | Öl auf Holz, 19 × 14 cm              | Ny Carlsberg Glyptotek, Dauerleihgabe im Statens Museum for Kunst, Kopenhagen Inv.-Nr. DEP7 |      |
| RKD-A4.1.16                                                                                                 | G–K25              | S–207         | de: Bildnis Adrianus Tegularius en: Portrait of Adrianus Tegularius nl: Portret van Adrianus Tegularius (ca. 1605-1654)                                                                      | um 1654             | Öl auf Holz, 28,5 × 23,5 cm          | Privatsammlung                                                                              |      |
| RKD- A4.1.17 Werkstattarbeit, möglicherweise unter Mitarbeit von Frans Hals dem Jüngeren.                   | G–K26              | S–L17         | de: Bildnis Theodor Wickenburg en: Portrait of Theodorus Wickenburg nl: Portret van Theodor Wickenburg                                                                                       | um 1654–1655        | Öl auf Leinwand, 32 × 26 cm          | Privatsammlung                                                                              |      |
| RKD-A4.1.18                                                                                                 | G–K23              | S–206         | de: Bildnis Frans Post en: Portrait of Frans Post nl: Portret van Frans Post (1612-1680) | um 1655–1658        | Öl auf Holz, 27,5 × 23 cm            | Worcester Art Museum, Worcester (Massachusetts) Inv.-Nr. 1994.273                           |      |
| RKD-A4.2.1a                                                                                                 | G–K5               | S–L3–1        | de: Der Rommelpotspieler en: The rommel-pot player nl: Rommelpotspeler | um 1622–1624        | Öl auf Leinwand, 106 × 80,3 cm       | Kimbell Art Museum, Fort Worth, Inv.-Nr. ACF 1951.01                                        |      |
| RKD-A4.2.1b                                                                                                 | ohne               | S–L3–5        | de: Der Rommelpotspieler en: The rommel-pot player nl: Rommelpotspeler | um 1622–1624        | Öl auf Leinwand, 108 × 83,8 cm       | Privatsammlung                                                                              |      |
| RKD-A4.2.1f                                                                                                 | ohne               | S–L3–5        | de: Der Rommelpotspieler en: Rommel-pot player nl: Rommelpotspeler | um 1622–1624        | Öl auf Leinwand, 105,5 × 90,5 cm     | Privatsammlung                                                                              |      |
| RKD-A4.2.1g                                                                                                 | ohne               | S–L3–2        | de: Der Rommelpotspieler en: Rommel-pot player nl: Rommelpotspeler | um 1622–1624        | Öl auf Leinwand, 109,2 × 86,3 cm     | Privatsammlung                                                                              |      |
| RKD-A4.2.1h                                                                                                 | ohne               | ohne          | de: Der Rommelpotspieler en: Rommel-pot player nl: Rommelpotspeler | um 1622–1624        | Öl auf Leinwand, 103 × 83,5 cm       | Privatsammlung                                                                              |      |
| RKD-A4.2.1i                                                                                                 | ohne               | S–L3–4        | de: Der Rommelpotspieler en: Rommel-pot player nl: Rommelpotspeler | um 1622–1624        | Öl auf Leinwand, 99,5 × 73,5 cm      | Privatsammlung                                                                              |      |
| RKD-A4.2.1o                                                                                                 | ohne               | ohne          | de: Der Rommelpotspieler en: Rommel-pot player nl: Rommelpotspeler | um 1623             | Öl auf Holz, 50 × 38,5 cm            | Privatsammlung                                                                              |      |
| RKD-A4.2.1p Möglicherweise von Jan Hals.                                                                    | ohne               | S–D17         | de: Lachender Mann mit einem Krug en: Laughing man with a jug nl: Lachende man met een kruik                                                                                                 | um 1635–1640        | Öl auf Leinwand, 67,3 × 55,3 cm      | Privatsammlung                                                                              |      |
| RKD-A4.2.1q Werkstattarbeit oder von einem Nachahmer.                                                       | ohne               | S–L3–18       | de: Rommelpottspieler mit zwei lachenden Kindern en: Rommel-pot player with two laughing children nl: Rommelpotspeler met twee lachende kinderen                                             | unbekannt           | Öl auf Leinwand, 203 × 174,8 cm      | unbekannt                                                                                   |      |
| RKD-A4.2.1r Möglicherweise von Judith Leyster                                                               | G–K5               | S–L3–3        | de: Der Rommelpottspieler en: Rommel-pot player nl: Rommelpotspeler | um 1626–1630        | Öl auf Holz, 39,1 × 30,5 cm          | Art Institute of Chicago, Chicago, Inv.-Nr. 1947.78                                         |      |
| RKD-A4.2.2a                                                                                                 | ohne               | S–D1–1        | de: Lachender Junge en: Laughing boy nl: Lachende jongen | um 1624–1626        | Öl auf Holz, 33,7 × 31,1 cm          | Detroit Institute of Arts, Detroit, Inv.-Nr. 48.383                                         |      |
| RKD-A4.2.2b Werkstattarbeit oder Nachfolger von Frans Hals.                                                 | ohne               | S–1–2         | de: Lachendes kind en: Laughing child nl: Lachend Kind | um 1624–1626        | Öl auf Holz, 32,5 cm Ø               | Sinebrychoff-Kunstmuseum, Helsinki, Inv.-Nr. S 110                                          |      |
| RKD-A4.2.2c Werkstattarbeit oder Nachfolger von Frans Hals.                                                 | ohne               | S–1–3         | de: Lachender Junge en: Laughing boy nl: Lachende jongen | unbekannt           | Öl auf Holz, 33 × 32 cm              | Privatsammlung                                                                              |      |
| RKD-A4.2.2d Werkstattarbeit oder Nachfolger von Frans Hals.                                                 | ohne               | ohne          | de: Lachender Junge en: Laughing boy nl: Lachende jongen | unbekannt           | Öl auf Holz, 33 × 37,5 cm            | Museo Nacional de Bellas Artes, Havanna, Inv.-Nr. 1947.78                                   |      |
| RKD-A4.2.3a                                                                                                 | ohne               | ohne          | de: Lachender Junge mit einer Flöte en: Laughing boy with a flute nl: Lachende jongen met een fluit                                                                                          | um 1624–1629        | Öl auf Holz, 27,9 cm Ø               | Privatsammlung                                                                              |      |
| RKD-A4.2.3b                                                                                                 | ohne               | S–D5–1        | de: Kopf eines lachenden Jungen en: Head of a laughing boy nl: Hoofd van een lachende jongen                                                                                                 | um 1624–1629        | Öl auf Holz, 30 cm Ø                 | Cincinnati Art Museum, Cincinnati, Inv.-Nr. 1973.450                                        |      |
| RKD-A4.2.3c                                                                                                 | ohne               | S–D5–2        | de: Lachender Junge mit einer Flöte en: Laughing boy with a flute nl: Lachende jungen met een fluit                                                                                          | um 1624–1629        | Öl auf Holz, 38 cm Ø                 | Privatsammlung                                                                              |      |
| RKD-A4.2.3d                                                                                                 | ohne               | S–D5–3        | de: Lachender Junge mit einer Flöte en: Laughing boy with a flute nl: Lachende jongen met een fluit                                                                                          | um 1624–1629        | Öl auf Holz, 39 cm Ø                 | Privatsammlung                                                                              |      |
| RKD-A4.2.3e                                                                                                 | ohne               | S–D5–4        | de: Lachender Junge mit Flöte en: Laughing boy with a flute nl: Lachende jongen met een fluit                                                                                                | um 1624–1629        | Öl auf Holz, 29 × 29 cm, Raute       | Privatsammlung                                                                              |      |
| RKD-A4.2.3f                                                                                                 | ohne               | S–D5–5        | de: Lachender Junge mit Flöte en: Laughing boy with a flute nl: Lachende jongen met een fluit                                                                                                | um 1624–1629        | Öl auf Holz, 29,8 cm Ø               | Privatsammlung                                                                              |      |
| RKD-A4.2.4a                                                                                                 | ohne               | S–D6–1        | de: Zwei lachende Jungen, einer mit einer Flöte en: Two laughing boys, one holding a flute nl: Twee lachende jongens, één met een fluit                                                      | um 1624–1626        | Öl auf Holz, 35 × 32,9 cm            | Taft Museum of Art, Cincinnati, Inv.-Nr. 1931.401                                           |      |
| RKD-A4.2.4b                                                                                                 | ohne               | S–D6–6        | de: Lachender Junge en: Laughing boy nl: Lachende jongen | um 1624–1626        | Öl auf Holz, 34,5 × 30,5 cm          | Privatsammlung                                                                              |      |
| RKD-A4.2.4c                                                                                                 | ohne               | S–D6–2        | de: Zwei lachende Kinder, eines mit einer Flöte en: Two laughing children, one with a flute nl: Twee lachende kinderen, waarvan één met een fluit                                            | um 1624–1626        | Öl auf Holz, 32 cm Ø                 | Privatsammlung                                                                              |      |
| RKD-A4.2.5a                                                                                                 | ohne               | S–D4–2        | de: Lachender Junge mit Flöte en: Head of a boy with a whistle nl: Lachende jongen met een fluitje                                                                                           | um 1624–1626        | Öl auf Holz, 29,2 cm Ø               | Kelvingrove Art Gallery and Museum, Glasgow, Inv.-Nr. 717                                   |      |
| RKD-A4.2.5b Gegenstück zu RKD-A4.2.6a Werkstattarbeit oder Nachfolger von Frans Hals.                       | ohne               | S–D4–1        | de: Lachender Junge mit Flöte en: Laughing boy with a flute nl: Lachande jongen met een fluitje                                                                                              | um 1624–1626        | Öl auf Holz, 28 cm Ø                 | Privatsammlung                                                                              |      |
| RKD-A4.2.5c Werkstattarbeit oder Nachfolger von Frans Hals.                                                 | ohne               | S–D4–3        | de: Lachender Junge mit Flöte en: Laughing boy with a flute nl: Lachende jongen met een fluitje                                                                                              | um 1624–1626        | Öl auf Holz, 22,5 cm Ø               | Privatsammlung                                                                              |      |
| RKD-A4.2.5d Werkstattarbeit oder Nachfolger von Frans Hals.                                                 | ohne               | S-D4-3        | de: Lachender Junge mit Flöte en: Laughing boy with a flute nl: Lachende jongen met een fluitje                                                                                              | um 1624–1626        | Öl auf Holz, 22,4 cm Ø               | Privatsammlung                                                                              |      |
| RKD-A4.2.6a Gegenstück zu RKD-A4.2.5a                                                                       | ohne               | S–D8–1        | de: Kopf eines Jungen mit Hund en: Head of a boy with a whistle nl: Hoofd van een jongen met een hond                                                                                        | um 1624–1626        | Öl auf Holz, 29,2 cm Ø               | Kelvingrove Art Gallery and Museum, Glasgow, Inv.-Nr. 716                                   |      |
| RKD-A4.2.6b                                                                                                 | ohne               | S–D8–2        | de: Junge mit Hund en: Boy with a dog nl: Jongen met een hond | um 1624–1626        | Öl auf Holz, 35,6 × 31,1 cm          | Privatsammlung                                                                              |      |
| RKD-A4.2.6c Werkstattarbeit oder Nachfolger von Frans Hals.                                                 | ohne               | S–D8–3        | de: Junge mit Hund en: Boy with a dog nl: Jongen met een hond | um 1624–1626        | Öl auf Holz, 20 cm Ø                 | Privatsammlung                                                                              |      |
| RKD-A4.2.7                                                                                                  | Ohne               | S-24          | de: Junge mit Laute und Weinglas en: Boy with a lute and a wineglass nl: Jongen met een luit en een wijnglas                                                                                 | um 1626–1628        | Öl auf Leinwand, 72,1 × 59,1 cm      | Metropolitan Museum of Art, New York, Inv.-Nr. 14.40.604                                    |      |
| RKD-A4.2.8a Möglicherweise von Jan Miense Molenaer oder Judith Leyster.                                     | ohne               | S–D24-1       | Der Violinspieler en: The violin player nl: De vioolspeler | um 1626–1628        | Öl auf Holz, 74,3 × 66 cm            | Virginia Museum of Fine Arts, Richmond, Inv.-Nr. 49.11.32                                   |      |
| RKD-A4.2.8b Möglicherweise von Judith Leyster.                                                              | ohne               | S–D24-2       | Violinspielender Junge en: Young man playing the violin nl: Vioolspelende jongeman | um 1626–1628        | Öl auf Holz, 79 × 67 cm              | Privatsammlung                                                                              |      |
| RKD-A4.2.8c                                                                                                 | ohne               | ohne          | Violinspielender Junge en: Young man playing the violin nl: Vioolspelende jongeman | unbekannt           | Öl auf Leinwand, 43 × 36 cm          | Privatsammlung                                                                              |      |
| RKD-A4.2.8d                                                                                                 | ohne               | ohne          | Violinspielender Junge en: Young man playing the violin nl: Vioolspelende jongeman | unbekannt           | Öl auf Leinwand, 87 × 74 cm          | Privatsammlung                                                                              |      |
| RKD-A4.2.8e Werkstatt oder Nachfolger von Frans Hals.                                                       | ohne               | ohne          | Violinspielender Junge en: Young man playing the violin nl: Vioolspelende jongeman | unbekannt           | Öl auf Leinwand, 75,5 × 63,5 cm      | Privatsammlung                                                                              |      |
| RKD-A4.2.9 Werkstattarbeit, möglicherweise von Jan Miense Molenaer.                                         | ohne               | ohne          | Violinspielender Junge in einer Landschaft en: Young man playing the violin in a landscape nl: Vioolspelende jongeman in een landschap                                                       | um 1629             | Öl auf Leinwand, 100 × 83 cm         | Privatsammlung                                                                              |      |
| RKD-A4.2.12                                                                                                 | ohne               | S–D23         | Junger Lautenspieler mit Pelzmütze en: Young lute player with a fur cap nl: Jonge luitspeler met bontmuts                                                                                    | um 1628–1630        | Öl auf Holz, 17,8 × 18,1 cm, Raute   | Guildhall Art Gallery, London, Inv.-Nr. 3724                                                |      |
| RKD-A4.2.13                                                                                                 | ohne               | ohne          | de: Knabenkopf en: Head of a boy nl: Jongenskop | um 1636–1640        | Öl auf Holz, 25 × 18,5 cm            | Privatsammlung                                                                              |      |
| RKD-A4.2.14                                                                                                 | ohne               | S–L4–1        | de: Zwei lachende Knaben, einer mit eine Münze en: Two laughing boys, one holding a coin nl: Twee lachende jongens, één met een munt                                                         | um 1630–1632        | Öl auf Leinwand auf Holz, 62 × 51 cm | Privatsammlung                                                                              |      |
| RKD-A4.2.15                                                                                                 | ohne               | ohne          | de: Bildnis eines Jungen en: Profile of a boy nl: Portret van een jongen | um 1630–1635        | Öl auf Holz, 25 cm Ø                 | Privatsammlung                                                                              |      |
| RKD-A4.2.16 Möglicherweise von Judith Leyster.                                                              | ohne               | S–D40         | de: Bildnis eines Jungen en: Portrait of a boy nl: Portret van een jongen | um 1632–1635        | Öl auf Holz, 16,7 × 16,2 cm          | Nationalmuseum, Stockholm, Inv.-Nr. NM 3384                                                 |      |
| RKD-A4.2.17 Möglicherweise von Pieter de Molijn.                                                            | ohne               | S-55          | de: Lachender Fischerknabe en: Laughing fisherboy nl: Vissersjongen in een landschap | um 1636–1638        | Öl auf Leinwand, 82 × 60,2 cm        | Privatsammlung                                                                              |      |
| RKD-A4.2.18 Möglicherweise von Pieter de Molijn.                                                            | ohne               | S-56          | de: Geigenspieler in einer Dünenlandschaft en: Fisherman playing the violin nl: Vioolspelende visserman                                                                                      | um 1636–1638        | Öl auf Leinwand, 86,4 × 70 cm        | Museo Thyssen-Bornemisza, Madrid, Inv.-Nr. 178                                              |      |
| RKD-A4.2.19 Möglicherweise von Frans Hals dem Jüngeren.                                                     | ohne               | S-72          | de: Mädchen mit einem Fäßchen mit Fischen en: Fishergirl nl: Vissersmeisje | um 1636–1638        | Öl auf Leinwand, 80,6 × 66,7 cm      | Privatsammlung                                                                              |      |
| RKD-A4.2.20                                                                                                 | ohne               | S-71          | de: Knabe mit Fischreuse en: Fisherboy in a landscape nl: Vissersjongen in een landschap | um 1636–1638        | Öl auf Leinwand, 74 × 61 cm          | Königliches Museum der Schönen Künste, Antwerpen, Inv.-Nr. 188                              |      |
| RKD-A4.2.21                                                                                                 | ohne               | S-73          | de: Fischerknabe en: Fisherboy with a basket in a landscape nl: Vissersjongen met een mand in een landschap                                                                                  | um 1636–1638        | Öl auf Leinwand, 74,1 × 60,2 cm      | National Gallery of Ireland, Dublin, Inv.-Nr. 193                                           |      |
| RKD-A4.2.22 Möglicherweise von Frans Hals dem Jüngeren.                                                     | ohne               | S–D32         | de: Fischermädchen mit einem Korb en: Fisher girl with a basket nl: Vissersmeisje met een mand                                                                                               | um 1636–1638        | Öl auf Leinwand, 65,5 × 56 cm        | Wallraf-Richartz-Museum & Fondation Corboud, Köln, Inv.-Nr. WRM 2531                        |      |
| RKD-A4.2.22a                                                                                                | ohne               | S–D32-1       | de: Fischermädchen mit einem Korb en: Fishergirl with a basket nl: Vissersmeisje met een mand                                                                                                | um 1636–1638        | Öl auf Leinwand, 69 × 64 cm          | Privatsammlung                                                                              |      |
| RKD-A4.2.22b                                                                                                | ohne               | S–D32–2       | Junge Fischerin vor einem Stadtplatz en: x nl: Vissersmeisje met een mand | um 1636–1638        | Öl auf Holz, 32 × 27,5 cm            | Privatsammlung                                                                              |      |
| RKD-A4.2.23 Möglicherweise von Frans Hals dem Jüngeren.                                                     | ohne               | S–D23         | de: Fischermädchen mit Korb auf dem Kopf en: Fishergirl with a basket on her head nl: Vissersmeisje met een mand op haar hoofd                                                               | um 1636–1638        | Öl auf Leinwand, 76,5 × 62,9 cm      | Cincinnati Art Museum, Cincinnati, Inv.-Nr. 1946.92                                         |      |
| RKD-A4.2.24                                                                                                 | ohne               | ohne          | de: Fischerfrau en: Fisherwoman nl: Vissersvrouw | um 1636–1638        | Öl auf Leinwand, 81,5 × 64,5 cm      | Privatsammlung                                                                              |      |
| RKD-A4.2.25                                                                                                 | ohne               | S–D9          | de: Fischerjunge mit Korb auf dem Rücken en: Fisherboy with a basket on his back nl: Vissersjongen met een mand op zijn rug                                                                  | um 1636–1638        | Öl auf Leinwand, 65,4 × 58,7 cm      | Allentown Art Museum, Allentown, Inv.-Nr. 1961.036 000                                      |      |
| RKD-A4.2.26 Möglicherweise von Frans Hals dem Jüngeren.                                                     | ohne               | S-D12         | de: Fischerjunge en: Fisherboy nl: Vissersjongen | um 1636–1638        | Öl auf Holz, 49 × 67,5 cm            | Privatsammlung                                                                              |      |
| RKD-A4.2.27                                                                                                 | ohne               | S–D10         | de: Lachender Fischerjunge mit Korb auf dem Rücken en: A fisherboy nl: Lachende vissersjongen met een mand op zijn rug                                                                       | um 1636–1638        | Öl auf Leinwand, 82,1 × 65,9 cm      | North Carolina Museum of Art, Raleigh, Inv.-Nr. GL 60.17.67                                 |      |
| RKD-A4.2.28                                                                                                 | ohne               | S–D13         | de: Fischerjunge en: Fisherboy nl: Vissersjongen | um 1636–1638        | Öl auf Holz, 28,6 × 21,9 cm          | Manchester Art Gallery, Manchester, Inv.-Nr. 1979.460                                       |      |
| RKD-A4.2.29 Möglicherweise von Pieter de Molijn oder dessen Umkreis.                                        | ohne               | S–L5–2        | de: Lachender Fischerjunge mit Korb en: Laughing fisherboy with a basket nl: Lachende vissersjongen met een mand                                                                             | um 1636–1638        | Öl auf Holz, 80 × 63,5 cm            | Privatsammlung                                                                              |      |
| RKD-A4.2.30 Möglicherweise von Frans Hals dem Jüngeren und Philips Woeverman.                               | ohne               | S-74          | de: Bildnis eines Mannes mit einem Bierkrug en: Portrait of a fisherman holding a beer keg nl: Portret van een visser met een biervat                                                        | um 1636–1638        | Öl auf Leinwand, 82,9 × 68,5 cm      | Privatsammlung                                                                              |      |
| RKD-A4.2.31 Möglicherweise von Frans Hals dem Jüngeren.                                                     | ohne               | S–D34         | Malle Babbe en: Malle Babbe nl: Malle Babbe | um 1640–1646        | Öl auf Leinwand, 74,9 × 61 cm        | Metropolitan Museum of Art, New York, Inv.-Nr. 71.76                                        |      |
| RKD-A4.2.32                                                                                                 | ohne               | S–D35         | de: Portret van Barbara Claes, genannt 'Malle Babbe en: Portrait of Barbara Claes, called ‘Malle Babbe’ nl: Portret van Barbara Claes, genaamd 'Malle Babbe                                  | um 1640–1646        | Öl auf Leinwand, 72 × 59 cm          | Palais des Beaux-Arts de Lille, Lille, Inv.-Nr. P 302                                       |      |
| RKD-A4.2.33                                                                                                 | ohne               | ohne          | Gekke Barbara Claes, genannt "Malle Babbe" mit einer Pfeife en: Portrait of Barbara Claes, called ‘Malle Babbe’ with a clay pipe nl: Gekke Barbara Claes, genaamd "Malle Babbe" met een pijp | um 1640–1646        | Öl auf Leinwand, 80 × 66 cm          | Privatsammlung                                                                              |      |
| RKD-A4.2.34 Möglicherweise von Jan Hals.                                                                    | ohne               | S–D36         | Sitzende Frau mit einem Zinnkrug en: Seated woman holding a jug nl: Zittende vrouw met een tinnen kan                                                                                        | um 1640–1646        | Öl auf Leinwand, 67,9 × 63,5 cm      | Privatsammlung                                                                              |      |
| RKD-A4.2.34a Möglicherweise von Jan Hals.                                                                   | ohne               | ohne          | Malle Babbe hält eine Suppenschüssel en: Malle Babbe holding a soup bowl nl: Malle Babbe met een soepkom                                                                                     | um 1646             | Öl auf Holz, 46,5 × 34,5 cm          | Privatsammlung                                                                              |      |
| RKD-A4.2.35                                                                                                 | ohne               | ohne          | de: Kopf eines Jungen mit einem Barett en: Head of a boy with a beret nl: Hoofd van een jongen met een baret                                                                                 | um 1640             | Öl auf Holz, 29,9 cm Ø               | Privatsammlung                                                                              |      |
| RKD-A4.2.36                                                                                                 | ohne               | ohne          | de: Mädchen mit Strohhut en: Girl with a straw hat nl: Meisje met strohoed | um 1638–1640        | Öl auf Holz, 36,2 × 31 cm            | Privatsammlung                                                                              |      |
| RKD-A4.2.37                                                                                                 | ohne               | S–D79         | de: Bildnis einer sitzenden Frau en: Portrait of a seated woman nl: Portret van een zittende vrouw,                                                                                          | um 1640             | Öl auf Holz, 78,5 × 62,4 cm          | Privatsammlung                                                                              |      |
| RKD-A4.2.38 Gegenstück zu RKD-A4.2.39                                                                       | ohne               | S-D41         | Profil eines Jungen, im Profil nach rechts en: Portrait of a boy nl: Portret van een jongen, en profil naar rechts                                                                           | um 1640             | Öl auf Holz, 14,6 × 11,1 cm          | Philadelphia Museum of Art, Philadelphia, Inv.-Nr. 432                                      |      |
| RKD-A4.2.39 Gegenstück zu RKD-A4.2.38                                                                       | ohne               | S-D42         | Profil eines Jungen, im Profil nach links en: Portrait of a boy nl: Portret van een jongen, en profil naar links                                                                             | um 1640             | Öl auf Holz, 14,4 × 11,4 cm          | Philadelphia Museum of Art, Philadelphia, Inv.-Nr. 433                                      |      |
| RKD-A4.2.40                                                                                                 | ohne               | S–D67–2       | Mädchen im Profil nach links en: Profile of a girl to the left nl: Portret van een lachend meisje en profil naar links                                                                       | um 1640–1650        | Öl auf Holz, 13 × 12 cm              | Privatsammlung                                                                              |      |
| RKD-A4.2.41 Werkstatt oder Umkreis von Frans Hals, möglicherweise von Judith Leyster.                       | ohne               | S–D11         | Fischerjunge en: Fisherboy nl: Vissersjongen | um 1640–1650        | Öl auf Leinwand, 76,5 × 64 cm        | Sammlung Oskar Reinhart «Am Römerholz», Winterthur, Inv.-Nr. 81                             |      |
| RKD-A4.2.42 Möglicherweise von Jan Hals.                                                                    | ohne               | ohne          | Junge Bäuerin, nach links gewandt en: Young peasant woman, turned to the left nl: Jonge boerenvrouw, naar links gewend                                                                       | um 1640             | Öl auf Holz, 32,7 × 26 cm            | Privatsammlung                                                                              |      |
| RKD-A4.2.43 Möglicherweise von Jan Hals.                                                                    | ohne               | S–D67–1       | Bildnis eines lachenden Jungen im Profil en: Profile of a laughing boy nl: Portret en profil van een lachende jongen.                                                                        | um 1638–1642        | Öl auf Holz, 14 × 13,2 cm            | Privatsammlung                                                                              |      |
| RKD-A4.2.44 Werkstatt oder Umkreis von Frans Hals.                                                          | ohne               | ohne          | Bildnis eines Jungen im Profil en: Profile of a boy nl: Portret van een jongen en profil | um 1638–1640        | Öl auf Holz, 41,5 × 34,5 cm          | Privatsammlung                                                                              |      |
| RKD-A4.2.44a Werkstatt oder Umkreis von Frans Hals.                                                         | ohne               | ohne          | Bildnis eines Jungen im Profil en: Profile of a boy nl: Portret van een jongen en profil | unbekannt           | Öl auf Holz, 43 × 34,2 cm            | Privatsammlung                                                                              |      |
| RKD-A4.2.45 Werkstatt oder Umkreis von Frans Hals.                                                          | ohne               | S–D67         | Bildnis eines Mädchens, nach rechts blickend im Profil en: Profile of a girl to the right nl: Portret van een meisje en profil naar rechts                                                   | um 1640–1650        | Öl auf Holz, 26 × 20,3 cm            | Privatsammlung                                                                              |      |
| RKD-A4.2.46                                                                                                 | ohne               | S–D14–1       | Fischer mit Pelzkappe und Korb en: Fisherman with a fur cap and a basket nl: Visser met een bontmuts en een mand                                                                             | um 1640–1650        | Öl auf Leinwand, 83,8 × 63,5 cm      | Privatsammlung                                                                              |      |
| RKD-A4.2.47a Möglicherweise von Frans Hals dem Jüngeren.                                                    | ohne               | S–D22-1       | Bildnis eines jungen Malers en: Young man holding a lily nl: Jongeman met een lelie in zijn hand                                                                                             | 1640                | Öl auf Leinwand, 85 × 70 cm          | Louvre, Paris, Inv.-Nr. RF 2130                                                             |      |
| RKD-A4.2.47b                                                                                                | ohne               | ohne          | Bildnis eines jungen Malers vor der Staffelei en: ortrait of a young painter in front of an easel nl: Portret van een jonge schilder bij een ezel                                            | um 1640 oder später | Öl auf Leinwand, 61,6 × 50,8 cm      | Privatsammlung                                                                              |      |
| RKD-A4.2.47c                                                                                                | ohne               | S–D22-3       | Bildnis eines jungen Mannes mit Lilie en: Portrait of a young man holding a lily nl: Portret van een jongeman met een lelie                                                                  | um 1640 oder später | Öl auf Leinwand, 76,5 × 65 cm        | Bass Museum of Art, Miami Beach                                                             |      |
| RKD-A4.2.47d                                                                                                | ohne               | S–D22-2       | Bildnis eines jungen Mannes mit einer Nelke en: Portrait of a young man holding a carnation nl: Portret van een jongeman met een anjer                                                       | um 1640 oder später | Öl auf Leinwand, 78,4 × 62,2 cm      | Privatsammlung                                                                              |      |
| RKD-A4.2.47e                                                                                                | ohne               | S–D22-4       | Bildnis eines jungen Mannes mit Lilie en: Portrait of a young man holding a lily nl: Portret van een jongeman met een lelie                                                                  | um 1640 oder später | Öl auf Leinwand, 74 × 62 cm          | Privatsammlung                                                                              |      |
| RKD-A4.2.48 Möglicherweise von Jan Hals.                                                                    | ohne               | S–D29-1       | Zingender junger Mann und Junge en: Singing youth and boy nl: Zingede jongenman en jongen | um 1640             | Öl auf Holz, 30,5 × 24 cm            | Privatsammlung                                                                              |      |
| RKD-A4.2.49 Möglicherweise von Jan Hals.                                                                    | ohne               | S–D29-2       | Singender Junge en: Singing boy nl: Zingende jongen | um 1640             | Öl auf Holz, 26,5 × 20,5 cm          | Privatsammlung                                                                              |      |
| RKD-A4.2.50 Möglicherweise von Jan Hals.                                                                    | ohne               | S–D29         | Singender jungen Mann mit einem Knaben zu seiner Rechten en: Singing youth with a boy at his right nl: Zingende jongeman met een jongen naast hem                                            | um 1640–1645        | Öl auf Leinwand, 60,3 × 50,8 cm      | Taft Museum of Art, Cincinnati, Inv.-Nr. 1962.6                                             |      |
| RKD-A4.2.51                                                                                                 | ohne               | ohne          | Junger Violinspieler en: Young violinist nl: Jonge vioolspeler | um 1645–1648        | Öl auf Leinwand, 93 × 93 cm, Raute   | Privatsammlung                                                                              |      |
| RKD-A4.2.52                                                                                                 | ohne               | ohne          | Bildnis eines jungen Schauspielers en: Portrait of a young actor nl: Portret van een jonge acteur                                                                                            | um 1645–1648        | Öl auf Leinwand, 76,2 × 63,5 cm      | Privatsammlung                                                                              |      |
| RKD-A4.2.53 Möglicherweise von Frans Hals dem Jüngeren.                                                     | ohne               | S–D53         | Der Raucher en: Man holding a pipe, nl: Man die een pijp vasthoudt | um 1640–1650        | Öl auf Leinwand, 60,2 × 50,6 cm      | Privatsammlung                                                                              |      |
| RKD-A4.2.54 Möglicherweise von Frans Hals dem Jüngeren.                                                     | ohne               | S–D19         | Fröhlicher Mann mit Bierkrug und abgenommenem Hut en: Laughing man holding a mug, raising his hat nl: Vrolijke man met een bierpul die zijn hoed afneemt                                     | um 1640–1650        | Öl auf Leinwand, 71,5 × 63 cm        | Privatsammlung                                                                              |      |
| RKD-A4.2.55 Möglicherweise von Judith Leyster.                                                              | ohne               | S–D30         | Lesender Knabe en: Boy reading a book nl: Jongen die een boek leest | um 1640–1645        | Öl auf Leinwand, 75,7 × 62,8 cm      | Sammlung Oskar Reinhart «Am Römerholz», Winterthur, Inv.-Nr. 1933.2                         |      |
| RKD-A4.2.56                                                                                                 | ohne               | S–D15         | Mann mit Heringsfass en: Man with a herring barrel nl: Man met een haringvat | um 1640–1650        | Öl auf Holz, 68,7 × 50,3 cm          | Schaezlerpalais, Augsburg, Inv.-Nr. 12584                                                   |      |
| RKD-A4.2.57                                                                                                 | ohne               | ohne          | Mann mit einem großen Hut en: Man with a large hat nl: Man met een grote hoed, | um 1640–1650        | Öl auf Leinwand, 62,2 × 48,2 cm      | Sterling and Francine Clark Art Institute, Williamstown, Inv.-Nr. 1955.28                   |      |
| RKD-A4.2.58a Werkstatt oder nachfolger von Frans Hals.                                                      | ohne               | ohne          | Lachender Junge mit einer Violine en: Laughing boy with a violin nl: Lachende jongen met een viool                                                                                           | um 1640–1650        | Öl auf Leinwand, 50,5 × 45 cm        | Privatsammlung                                                                              |      |
| RKD-A4.3.1 Werkstatt oder Umkreis von Frans Hals, möglicherweise ein Werk von Pieter Soutman.               | ohne               | S–D65         | de: Bildnis einer Dame en: Portrait of a woman nl: Portret van een vrouw | um 1625             | Öl auf Leinwand, 116 × 87 cm         | Privatsammlung                                                                              |      |
| RKD-A4.3.2                                                                                                  | ohne               | S-40          | de: Bildnis eines Herrn mit einem Buch en: Portrait of a man with a book nl: Portret van een man met een boek                                                                                | 1633                | Öl auf Leinwand, 102,9 × 88,9 cm     | Tokyo Fuji Art Museum, Tokio, Inv.-Nr. 1235                                                 |      |
| RKD-A4.3.3 Werkstatt oder Umkreis von Frans Hals.                                                           | ohne               | ohne          | de: Bildnis eines Herrn im Alter von 26 Jahren en: Portrait of a 26-year old man nl: Portret van een 26-jarige man                                                                           | 1632                | Öl auf Leinwand, 62,5 × 52 cm        | Musée des Beaux-Arts de Bordeaux, Bordeaux, Inv.-Nr. Bx E 310                               |      |
| RKD-A4.3.4 Werkstatt oder Umkreis von Frans Hals.                                                           | ohne               | S-D48         | de: Bildnis eines Herrn mit Hut en: Portrait of a man with a hat nl: Portret van een man met een hoed                                                                                        | um 1632             | Öl auf Leinwand, 64 × 52 cm          | Schloss Friedenstein, Gotha, Inv.-Nr 690                                                    |      |
| RKD-A4.3.5                                                                                                  | ohne               | S–D51         | de: Bildnis eines Herrn en: Portrait of a man nl: Portret van een man | um 1633–1635        | Öl auf Holz, 24,7 × 19,5 cm          | Privatsammlung                                                                              |      |
| RKD-A4.3.6                                                                                                  | G–K16              | S–111         | de: Brustbild eines Herrn en: Portrait of a man in a painted oval nl: Portret van een man in een geschilderd ovaal                                                                           | um 1635             | Öl auf Leinwand, 94 × 72,4 cm        | Woburn Abbey, Woburn (Bedfordshire)                                                         |      |
| RKD-A4.3.7                                                                                                  | ohne               | S–D25         | de: Der Lautespieler en: The lute player nl: De luitspeler | um 1634–1640        | Öl auf Leinwand, 83 × 75 cm          | National Gallery of Ireland, Dublin, Inv.-Nr. NGI.4532                                      |      |
| RKD-A4.3.8 Möglicherweise ein Werk von Frans Hals dem Jüngeren.                                             | ohne               | S-141         | de: Bildnis einer stehenden Dame mit Fächer en: Portrait of a woman holding a fan nl: Portret van een vrouw met een waaier                                                                   | um 1640–1642        | Öl auf Leinwand, 79,8 × 59 cm        | National Gallery, London, Inv.-Nr. 2526                                                     |      |
| RKD-A4.3.9 Möglicherweise ein Werk von Frans Hals dem Jüngeren.                                             | ohne               | S-135         | de: Daniel van Aken en: Portrait of Daniel van Aken playing the violin nl: Portret van Daniel van Aken viool spelend                                                                         | um 1640–1645        | Öl auf Leinwand, 67 × 57 cm          | Schwedisches Nationalmuseum, Stockholm, Inv.-Nr. NM 1567                                    |      |
| RKD-A4.3.10 Möglicherweise ein Werk von Frans Hals dem Jüngeren.                                            | ohne               | S-151         | de: Bildnis eines unbekannten Herrn en: Portrait of an unknown man nl: Portret van een onbekende man                                                                                         | 1643                | Öl auf Holz, 31,8 × 27,9 cm          | Privatsammlung                                                                              |      |
| RKD-A4.3.11 Zuschreibung an Jan Hals.                                                                       | ohne               | S–D76         | de: Bildnis einer unbekannten Frau en: Portrait of an unknown woman nl: Portret van een onbekende vrouw,                                                                                     | um 1645             | Öl auf Leinwand, 80,5 × 65,4 cm      | Privatsammlung                                                                              |      |
| RKD-A4.3.12 Werk von Jan Hals.                                                                              | ohne               | S–D58         | de: Bildnis eines Herrn en: Portrait of a gentleman nl: Portret van een man | 1644                | Öl auf Leinwand, 76,2 × 63,5 cm      | North Carolina Museum of Art, Raleigh, Inv.-Nr. 52.9.42                                     |      |
| RKD-A4.3.13 Werk von Jan Hals.                                                                              | ohne               | S–D57         | de: Bildnis eines Herrn en: x nl: Portret van een man | 1644                | Öl auf Leinwand, 87,6 × 71,1 cm      | Detroit Institute of Arts, Detroit, Inv.-Nr. 52.144                                         |      |
| RKD-A4.3.14 Zuschreibung an Jan Hals.                                                                       | ohne               | ohne          | de: Frau Schmale en: Portrait of a woman nl: Portret van een vrouw | 1644                | Öl auf Leinwand, 76 × 63 cm          | Gemäldegalerie Alte Meister, Dresden, Inv.-Nr. 1361                                         |      |
| RKD-A4.3.15 Möglicherweise ein Werk von Frans Hals dem Jüngeren.                                            | ohne               | S-162         | de: Bildnis einer unbekannten Frau en: Portrait of an unknown woman nl: Portret van een onbekend vrouw                                                                                       | 1644                | Öl auf Leinwand, 75,9 × 65,2 cm      | Michaelis Collection, Kapstadt, Inv.-Nr. 14/21                                              |      |
| RKD-A4.3.16 Möglicherweise ein Werk von Frans Hals dem Jüngeren.                                            | ohne               | S-155         | Mann mit Hut und glattem Kragen en: Portrait of a seated man nl: Portret van een zittende man                                                                                                | um 1645–1646        | Öl auf Holz, 42,4 × 33,2 cm          | National Gallery of Canada, Ottawa, Inv.-Nr. 15901                                          |      |
| RKD-A4.3.17 Möglicherweise ein Werk von Jan Hals.                                                           | ohne               | S–D60         | de: Bildnis eines Herrn en: Portrait of a man nl: Portret van een man | um 1644–1648        | Öl auf Leinwand, 82,5 × 66,6 cm      | Privatsammlung                                                                              |      |
| RKD-A4.3.18 Möglicherweise ein Werk von Jan Hals.                                                           | ohne               | S-163         | de: Mann mit Hut und gesticktem Kragen und Taschentuch in der Linken en: Portrait of a man holding gloves nl: Portret van een man met handschoenen                                           | um 1645–1648        | Öl auf Leinwand, 78,5 × 67,3 cm      | National Gallery, London, Inv.-Nr. NG2528                                                   |      |
| RKD-A4.3.19 Möglicherweise ein Werk von Frans Hals dem Jüngeren und von Cornelis Symonsz. van der Schalcke. | ohne               | S-176         | de: Familiengruppe mit zehn Figuren en: Portrait of a family nl: Portret van een familie | um 1645–1648        | Öl auf Leinwand, 148,5 × 251 cm      | National Gallery, London, Inv.-Nr. NG 2285                                                  |      |
| RKD-A4.3.20 Möglicherweise ein Werk von Frans Hals dem Jüngeren.                                            | ohne               | S-170         | Bildnis einer Dame en: Portrait of a woman nl: Portret van een vrouw | um 1645–1648        | Öl auf Leinwand, 84,3 × 68 cm        | Privatsammlung                                                                              |      |
| RKD-A4.3.21 Möglicherweise ein Werk von Frans Hals dem Jüngeren.                                            | ohne               | S-172         | Bildnis einer sitzenden Frau, wahrscheinlich Maria Vernatti en: Portrait of a seated lady, presumably Maria Vernatti nl: Portret van een zittende vrouw, vermoedelijk Maria Vernatti         | um 1648             | Öl auf Holz, 35 × 29 cm              | Aurora Art Fund im Nationalen Kunstmuseum Rumäniens, Bukarest                               |      |
| RKD-A4.3.22 Werk von Jan Hals.                                                                              | ohne               | ohne          | de: Bildnis eines Herrn en: Portrait of a man nl: Portret van een man | 1648                | Öl auf Leinwand, Maße unbekannt      | Privatsammlung                                                                              |      |
| RKD-A4.3.23 Möglicherweise ein Werk von Frans Hals dem Jüngeren.                                            | ohne               | S-185         | de: Bildnis einer stehenden Dame en: Portrait of a woman nl: Portret van een vrouw | um 1648–1650        | Öl auf Leinwand, 100,3 × 81,3 cm     | Privatsammlung                                                                              |      |
| RKD-A4.3.24 Möglicherweise ein Werk von Frans Hals dem Jüngeren und von Cornelis Symonsz. van der Schalcke. | ohne               | S-177         | de: Familiengruppe mit fünf Figuren en: Portrait of a family, possibly Jacob Ruychaver, Maria Hendrixs, their children Geertruid and Willem, and a Black boy nl: Portret van een familie     | um 1648–1650        | Öl auf Leinwand, 202 × 285 cm        | Museo Thyssen-Bornemisza, Madrid, Inv.-Nr. 179                                              |      |
| RKD-A4.3.25 Gegenstück zu RKD-A4.3.26 Werk von Jan Hals.                                                    | ohne               | S–D59         | de: Bildnis eines unbekannten Herrn en: Portrait of an unknown man nl: Portret van een onbekend man                                                                                          | 1648                | Öl auf Leinwand, 127 × 101,6 cm      | Art Gallery of Ontario, Toronto, Inv.-Nr. 2523                                              |      |
| RKD-A4.3.26 Gegenstück zu RKD-A4.3.25 Werk von Jan Hals.                                                    | ohne               | S–D77         | de: Bildnis einer Frau en: Portrait of a woman nl: Portret van een vrouw | 1648                | Öl auf Leinwand, 127 × 101,6 cm      | Museum of Fine Arts, Boston, Inv.-Nr. 01.7445                                               |      |
| RKD-A4.3.27 Werkstatt von Franz Hals oder einem Nachfolger.                                                 | ohne               | S–D55         | de: Bildnis eines sitzenden Herrn mit einem Handschuh in der Hand en: Portrait of a seated man holding gloves nl: Portret van een zittende man met handschoenen in de hand                   | um 1645–1650        | Öl auf Leinwand, 86,4 × 66 cm        | Privatsammlung                                                                              |      |
| RKD-A3.28 Möglicherweise ein Werk von Jan Hals und Claes Hals                                               | ohne               | S–D81         | de: Porträt einer Familie in einer Dünenlandschaft en: Portrait of a family in a dune landscape nl: Portret van een familie in een duinlandschap                                             | um 1645–1650        | Öl auf Holz, 76,3 × 111,8 cm         | Privatsammlung                                                                              |      |
| RKD-A4.3.29 Gegenstück zu RKD-A4.3.30 Möglicherweise ein Werk von Frans Hals dem Jüngeren.                  | ohne               | S-173         | de: Mann mit gesticktem Kragen en: Portrait of a seated man holding a hat nl: Portret van een zittende man met een hoed in de handen                                                         | um 1650             | Öl auf Leinwand, 109,8 × 82,5 cm     | Taft Museum of Art, Cincinnati, Inv.-Nr. 1931.451                                           |      |
| RKD-A4.3.30 Gegenstück zu RKD-A4.3.29 Möglicherweise ein Werk von Frans Hals dem Jüngeren.                  | ohne               | S-174         | de: Frau, sitzend, mit Fächer in der Linken en: Portrait of a seated woman holding a fan nl: Portret van een zittende vrouw met een waaier                                                   | um 1650             | Öl auf Leinwand, 109,5 × 82,5 cm     | Taft Museum of Art, Cincinnati, Inv.-Nr. 1931.455                                           |      |
| RKD-A4.3.31                                                                                                 | ohne               | S-178         | de: Bildnis eines Herrn, wahrscheinlich John Livingston en: Portrait of a man, supposedly John Livingston nl: Portret van een man, mogelijk John Livingston (1603-1672)                      | um 1650             | Öl auf Leinwand, 58,4 × 47 cm        | Privatsammlung                                                                              |      |
| RKD-A4.3.32 Gegenstück zu RKD-A4.3.33 Möglicherweise ein Werk von Frans Hals dem Jüngeren.                  | ohne               | S-180         | Bildnis eines unbekannten Herrn en: Portrait of an unknown man nl: Portret van een onbekende man                                                                                             | 1650                | Öl auf Leinwand 84,4 × 65,9 cm       | Privatsammlung                                                                              |      |
| RKD-A4.3.33 Gegenstück zu RKD-A4.3.32 Möglicherweise ein Werk von Frans Hals dem Jüngeren.                  | ohne               | S-181         | de: Bildnis einer sitzenden Dame en: Portrait of a woman nl: Portret van een vrouw | 1650                | Öl auf Leinwand, 84,8 × 69,2 cm      | Museum of Fine Arts, Houston, Inv.-Nr. 51.3                                                 |      |
| RKD-A4.3.34 Gegenstück zu RKD-A4.3.355 Werkstatt, möglicherweise von Frans Hals dem Jüngeren oder Jan Hals. | ohne               | S-182         | de: Bildnis eines Herrn en: Portrait of a standing man with his arm akimbo nl: Portret van een staande man met zijn hand in de zij                                                           | um 1650             | Öl auf Leinwand, 147,1 × 90,2 cm     | Nelson-Atkins Museum of Art, Kansas City (Missouri), Inv.-Nr. 31-90                         |      |
| RKD-A4.3.35 Gegenstück zu RKD-A4.3.34 Werkstatt, möglicherweise von Frans Hals dem Jüngeren.                | ohne               | S-183         | Bildnis einer stehenden Dame en: Portrait of an unknown woman nl: Portret van een onbekende vrouw                                                                                            | um 1650             | Öl auf Leinwand, 103,8 × 90,3 cm     | Saint Louis Art Museum, Saint Louis, Inv.-Nr. 272:1955                                      |      |
| RKD-A4.3.36 Werkstatt, möglicherweise von Frans Hals dem Jüngeren.                                          | ohne               | S-194         | Mann mit Hut und glattem Kragen en: Portrait of an unknown man nl: Portret van een onbekende man                                                                                             | um 1650–1652        | Öl auf Holz, 64,5 × 46,3 cm          | Szépművészeti Múzeum, Budapest, Inv.-Nr. 4158                                               |      |
| RKD-A4.3.37                                                                                                 | ohne               | S-D78         | Bildnis einer Dame mit Handschuhen en: Portrait of a lady with gloves nl: Portret van een dame met handschoenen                                                                              | 1650                | Öl auf Leinwand, 98,2 × 80 cm        | Privatsammlung, Dauerleihgabe im Frans Hals Museum, Haarlem, Inv.-Nr. OS 2011-7             |      |
| RKD-A.4.3.38                                                                                                | ohne               | S-186         | de: Bildnis eines sitzenden Herrn en: Portrait of a painter nl: Portret van een schilder | um 1650–1652        | Öl auf Leinwand, 100,3 × 82,9 cm     | Frick Collection, New York, Inv.-Nr. 1906.1.71                                              |      |
| RKD-A4.3.39                                                                                                 | ohne               | S-187         | Gegenstück zu Inv.-Nr. 1906.1.71 der Frick Collection. de: Bildnis einer sitzenden Dame en: Portrait of a woman nl: Portret van een vrouw                                                    | um 1650–1652        | Öl auf Leinwand, 100 × 81,9 cm       | Metropolitan Museum of Art, New York, Inv.-Nr. 91.26.10                                     |      |
| RKD-A4.3.40 Werkstatt, möglicherweise von Frans Hals dem Jüngeren.                                          | ohne               | S-200         | de: Bildnis eines jungen Herrn en: Portrait of a young man nl: Portret van een jonge man | um 1650–1652        | Öl auf Leinwand, 67,3 × 50.8 cm      | Norton Simon Museum, Pasadena (Kalifornien), Inv.-Nr. M.1972.4.P                            |      |
| RKD-A4.3.41 Werkstatt, möglicherweise von Frans Hals dem Jüngeren.                                          | ohne               | S-D64         | Bildnis eines sitzenden Herrn en: Portrait of a seated man nl: Portret van een zittende man                                                                                                  | um 1650–1652        | Öl auf Leinwand, 91,2 × 71,6 cm      | Musée de Picardie, Amiens, Inv.-Nr. M.P.Lav. 1894-94                                        |      |
| RKD-A4.3.42 Möglicherweise ein Werk von Frans Hals dem Jüngeren.                                            | ohne               | S-184         | de: Bildnis eines stehenden Mannes en: Portrait of an unknown man nl: Portret van een onbekende man                                                                                          | um 1652–1655        | Öl auf Leinwand, 108 × 80 cm         | Fürstliche Sammlungen Liechtenstein, Wien, Inv.-Nr. GE 235                                  |      |
| RKD-A4.3.43                                                                                                 | ohne               | S–D62         | de: Bildnis eines unbekannten Herrn en: Portrait of an unknown man nl: Portret van een onbekende man                                                                                         | um 1655             | Öl auf Holz, 36,5 × 29,9 cm          | Privatsammlung                                                                              |      |
| RKD-A4.3.44 Werkstatt von Franz Hals oder einem Nachfolger.                                                 | G–K24              | S–L18         | de: Bildnis Jacob van Campen en: Portrait of Jacob van Campen nl: Portret van Jacob van Campen (1596-1657)                                                                                   | um 1655             | Öl auf Holz, 58 × 45 cm              | Musée de Picardie, Amiens                                                                   |      |
| RKD-A4.3.45 Werkstatt, möglicherweise von Frans Hals dem Jüngeren.                                          | ohne               | S-196         | Frau mit großem Kragen, von vorn en: Portrait of a young woman nl: Portret van een jonge vrouw                                                                                               | um 1655–1658        | Öl auf Leinwand, 60 × 55,6 cm        | Ferens Art Gallery, Hull, Inv.-Nr. KINCM:2005.5003                                          |      |
| RKD-A4.3.46 Werkstatt, möglicherweise von Frans Hals dem Jüngeren.                                          | ohne               | S-202         | Bildnis eines Herrn en: Portrait of a man nl: Portret van een man | um 1655–1658        | Öl auf Leinwand, 104 × 84,5 cm       | Statens Museum for Kunst, Kopenhagen, Inv.-Nr. KMS 3847                                     |      |
| RKD-A4.3.47 Werkstatt, möglicherweise von Frans Hals dem Jüngeren.                                          | ohne               | S-203         | de: Vincent Laurensz van der Vinne en: Portrait of Vincent Laurensz. van der Vinne nl: Portret van Vincent Laurensz. van der Vinne I (1628-1702)                                             | um 1658–1860        | Öl auf Leinwand, 64,7 × 48,9 cm      | Art Gallery of Ontario, Toronto, Inv.-Nr. 54/32                                             |      |
| RKD-A4.3.48 Gegenstück zu RKD-A4.3.49 Werkstatt, möglicherweise von Frans Hals dem Jüngeren.                | ohne               | S-204         | Bildnis eines Herrn en: ortrait of an unknown man nl: Portret van een onbekende man | um 1658–1660        | Öl auf Leinwand, 63,5 × 48,9 cm      | Privatsammlung                                                                              |      |
| RKD-A4.3.49 Gegenstück zu RKD-A4.3.48 Werkstatt, möglicherweise von Frans Hals dem Jüngeren.                | ohne               | S-205         | de: Bildnis einer unbekannten Frau en: Portrait of an unknown woman nl: Portret van een onbekende vrouw                                                                                      | um 1658–1860        | Öl auf Leinwand, 64 × 49 cm          | Privatsammlung                                                                              |      |
| RKD-A4.3.50 Werkstatt, möglicherweise von Frans Hals dem Jüngeren.                                          | ohne               | S-211         | Bildnis einer sitzenden Dame en: Portrait of an unknown woman nl: Portret van een onbekende vrouw                                                                                            | um 1658–1660        | Öl auf Holz, 44,5 × 34,3 cm          | Christ Church Picture Gallery, Oxford, Inv.-Nr. PO589                                       |      |
| RKD-A4.3.51 Werkstatt, möglicherweise von Frans Hals dem Jüngeren.                                          | ohne               | S-215         | Bildnis des Herman Langelius en: x nl: Portret van Herman Langelius (1614-1666) | um 1658–1660        | Öl auf Leinwand, 76,6 × 63,8 cm      | Musée de Picardie, Amiens, Inv.-Nr. M. P. Lav. 1894-95                                      |      |
| RKD-A4.3.52 Werkstatt, möglicherweise von Frans Hals dem Jüngeren.                                          | ohne               | S-216         | Bildnis eines sitzenden Herrn en: Portrait of a seated man nl: Portret van een zittende man                                                                                                  | um 1660             | Öl auf Leinwand, 69 × 60,5 cm        | Musée Jacquemart-André, Paris, Inv.-Nr. 427                                                 |      |
| RKD-A4.3.53 Werkstatt, möglicherweise von Frans Hals dem Jüngeren.                                          | G–139              | S–209         | de: Bildnis eines Predigers en: Portrait of a preacher nl: Portret van een predikant | um 1660–1662        | Öl auf Holz, 35,5 × 29,5 cm          | Privatsammlung, Dauerleihgabe im Museum of Fine Arts, Boston, Inv.-Nr. 2023.962             |      |
| RKD-A4.3.54 Werkstattarbeit, möglicherweise von Frans Hals dem Jüngeren.                                    | ohne               | S-212         | de: Cornelis Guldewagen en: Portrait of Cornelis Guldewagen nl: Portret van Cornelis Guldewagen (1599-1663)                                                                                  | um 1660–1663        | Öl auf Holz, 41,6 × 31,4 cm          | Krannert Art Museum, Champaign, Illinois, Inv.-Nr. 1953-1-1                                 |      |
| RKD-A4.3.55 Werkstatt, möglicherweise von Frans Hals dem Jüngeren.                                          | ohne               | S-218         | Bildnis eines Herrn mit großem Hut en: Portrait of an unknown man nl: Portret van een onbekende man                                                                                          | um 1664–1666        | Öl auf Leinwand, 80 × 67 cm          | Fitzwilliam Museum, Cambridge, Inv.-Nr. 150                                                 |      |
| RKD-B4 | ohne               | ohne          | Lautenspieler en: Lute player nl: Luitspeler | um 1624             | Öl auf Leinwand, 67 × 60 cm          | Rijksmuseum, Amsterdam, Inv.-Nr. SK-A-134                                                   |      |
| RKD-B8a Werkstatt oder Nachfolger von Frans Hals.                                                           | ohne               | ohne          | Stehender Kavalier en: Standing cavalier nl: Staande cavalier | nach 1626           | Öl auf Leinwand, 66,4 × 44,5 cm      | Armand Hammer Museum of Art, Los Angeles                                                    |      |
| RKD-B14a Werkstatt, oder im Stil von Jan Miense Molenaer.                                                   | ohne               | ohne          | Lachender Junge mit Tonkrug en: Laughing boy with an earthenware jug nl: Lachende jongen met een aardewerk kruik                                                                             | um 1630–1640        | Öl auf Leinwand, 65 × 51 cm          | Privatsammlung                                                                              |      |
| RKD-B16 Werkstatt oder Umkreis von Frans Hals.                                                              | ohne               | ohne          | Bildnis einer Frau en: Half-length portrait of a woman nl: Portret van een vrouw ten halven lijve                                                                                            | um 1640             | Öl auf Holz, 19 × 13,2 cm            | Privatsammlung                                                                              |      |
| RKD-B19 Werkstatt, möglicherweise von Jan Hals.                                                             | ohne               | ohne          | Malle Babbe mit einem Krug en: Malle Babbe holding a jug nl: Malle Babbe met een kan | um 1639–1654        | Öl auf Holz, 42,7 × 30,7 cm          | Privatsammlung                                                                              |      |
| RKD-E8 Möglicherweise Werkstatt von Frans Hals.                                                             | ohne               | ohne          | Junge mit einem Krug und einer Pfeife en: Boy with a jug and a pipe nl: Jongen met een kruik en een pijp                                                                                     | um 1635–1640        | Öl auf Leinwand, 43,5 × 36 cm        | Privatsammlung                                                                              |      |

### Kopien nach dem Selbstbildnis von Frans Hals
Von Frans Hals ist ein Selbstbildnis überliefert, das heute nicht mehr existiert. Vermutet wird eine Entstehungszeit um 1648–1650, die Maße des Bildes und der Bildträger sind nicht bekannt. Von diesem Werk gibt es eine Reihe von Kopien (Gemälde und Zeichnungen), die sich jedoch nicht der Werkstatt von Frans Hals zuordnen lassen.
| RKD Grimm 2024 Anmerkung | Katalog Grimm 1989 | Katalog Slive | Titel | Entstehung     | Material, Format in cm                      | Sammlung, Ort, Inventarnummer                                 | Bild |
| ------------------------ | ------------------ | ------------- | --- | -------------- | ------------------------------------------- | ------------------------------------------------------------- | ---- |
| RKD–B17a                 | ohne               | ohne          | de: Bildnis von Frans Hals en: Portrait of Frans Hals nl: Portret van Frans Hals                                                                   | um 1648–1650   | Öl auf Holz, 34,3 × 25,4 cm                 | Indianapolis Museum of Art, Indianapolis Inv.-Nr. 2015.28     |      |
| RKD-B17b                 | ohne               | ohne          | de: Bildnis von Frans Hals en: Portrait of Frans Hals nl: Portret van Frans Hals                                                                   | um 1648–1650   | Öl auf Holz, 34 × 25 cm                     | Privatsammlung                                                |      |
| RKD-B17c                 | ohne               | ohne          | de: Bildnis von Frans Hals en: Portrait of Frans Hals nl: Portret van Frans Hals                                                                   | um 1648–1650   | Öl auf Holz, 32,7 × 27,9 cm                 | Metropolitan Museum of Art, New York Inv.-Nr. 32.100.8        |      |
| RKD-B17d                 | ohne               | ohne          | de: Bildnis von Frans Hals en: Portrait of Frans Hals nl: Portret van Frans Hals                                                                   | nach 1648–1650 | Öl auf Holz, 31,7 × 25,4 cm                 | Privatsammlung                                                |      |
| RKD-B17e                 | ohne               | ohne          | de: Bildnis von Frans Hals en: Portrait of Frans Hals nl: Portret van Frans Hals                                                                   | nach 1648–1650 | Öl auf Holz, 16,5 cm Ø                      | Frans Hals Museum, Haarlem Inv.-Nr. OS I-119                  |      |
| RKD-B17f                 | ohne               | ohne          | de: Bildnis von Frans Hals en: Portrait of Frans Hals nl: Portret van Frans Hals                                                                   | nach 1648–1650 | Öl auf Holz, 34 × 28 cm                     | Sinebrychoff-Kunstmuseum, Helsinki Inv.-Nr. S99               |      |
| RKD-B17g                 | ohne               | ohne          | de: Bildnis von Frans Hals en: Portrait of Frans Hals nl: Portret van Frans Hals                                                                   | nach 1648–1650 | Öl auf Holz, 27 × 23 cm                     | Musée Marmottan Monet, Paris Inv.-Nr. 4005                    |      |
| RKD-B17h                 | ohne               | ohne          | de: Bildnis von Frans Hals en: Portrait of Frans Hals nl: Portret van Frans Hals                                                                   | nach 1648–1650 | Öl auf Holz, 25 × 19 cm                     | Privatsammlung                                                |      |
| RKD-D61                  | ohne               | ohne          | de: Bildnis von Frans Hals en: Portrait of Frans Hals nl: Portret van Frans Hals                                                                   | um 1648–1799   | Kreide auf Papier, 17,9 × 16,7 cm           | Kupferstichkabinett, Berlin Inv.-Nr. KdZ 2505                 |      |
| RKD-D62                  | ohne               | ohne          | de: Porträt eines Mannes mit Hut en: Portrait of a man with a hat nl: Portret van een man met een hoed                                             | 1745           | Feder und Pinsel auf Papier, 28,8 × 21,1 cm | Teylers Museum, Haarlem Inv.-Nr. KT 2733                      |      |
| RKD-D65                  | ohne               | ohne          | de: Allegorie mit dem Porträt von Frans Hals en: Allegory with the Portrait of Frans Hals, dated 1754 nl: Allegorie met het portret van Frans Hals | nach 1754      | Feder und Pinsel auf Papier, 32,9 × 27 cm   | Noord-Hollands Archief, Haarlem Inv.-Nr. NL-HlmNHA_1100_49260 |      |